# Burj Khalifa
Burj Khalifa (tiếng Ả Rập: برج خليفة, tiếng Việt: tháp Khalifa), còn có tên gọi cũ là Burj Dubai trước khi khánh thành, là một nhà chọc trời ở khu vực "Trung tâm Mới" của thành phố Dubai, Các Tiểu Vương quốc Ả Rập Thống nhất. Với tổng chiều cao lên tới 828m với 163 tầng, đây là công trình nhân tạo cao nhất thế giới từng được xây dựng.
Đây là một phần của một khu phức hợp mang tên Downtown Dubai ở Giao lộ Thứ nhất dọc theo Đường Sheikh Zayed, vốn là khu trung tâm tài chính của Dubai. Quyết định xây dựng tòa nhà được đưa ra dựa trên quyết định của chính phủ để thúc đẩy nền kinh tế luôn dựa vào dầu mỏ và để Dubai được thế giới biết đến nhiều hơn. Tòa nhà ban đầu có tên là Burj Dubai nhưng được đổi tên thành tiểu vương (emir) của Abu Dhabi và Tổng thống của Các Tiểu vương quốc Ả Rập thống nhất, Khalifa bin Zayed Al Nahyan; Abu Dhabi và chính phủ cho Dubai vay tiền để trả nợ. Tòa nhà đã phá vỡ nhiều kỷ lục chiều cao, bao gồm là tòa nhà cao nhất thế giới.
Burj Khalifa được thiết kế và thi công bởi công ty Skidmore, Owings & Merrill LLP (SOM) từ Chicago, công ty đã thiết kế Willis Tower và Trung tâm Thương mại Thế giới Một. Adrian Smith là kiến trúc sư trưởng và Bill Baker là trưởng công trình sư của tháp Khalifa. Hyder Consulting được chọn làm kỹ sư giám sát với NORR Group Consultants International Limited để giám sát kiến trúc của dự án. Công tác xem xét của bên thứ ba (Third Party Peer Review) được thực hiện bởi CBM Enginee. Thiết kế có nguồn gốc từ kiến trúc Hồi giáo của khu vực, chẳng hạn như trong Đại Thánh đường Hồi giáo Samarra. Việc thiết kế đại sảnh hình chữ Y để tối ưu hóa không gian, tức là để có không gian bên ngoài thoáng mát. Mặc dù thiết kế này có nguồn gốc từ Tower Palace III, riêng khu trung tâm của Burj Khalifa chứa tất cả thang máy ngoại trừ cầu thang thoát hiểm được thiết kế ở mỗi bên cánh hình chữ Y. Cấu trúc này cũng có hệ thống ốp được thiết kế để chịu được nhiệt độ mùa hè nóng bức của Dubai. Nó chứa tổng cộng 57 thang máy và 8 thang cuốn.
Việc phản hồi về Burj Khalifa nói chung là tích cực và tòa nhà đã nhận được nhiều giải thưởng. Có những khiếu nại liên quan đến lao động nhập cư từ Nam Á là lực lượng lao động xây dựng chính. Chúng tập trung vào mức lương thấp và việc thực hiện thu giữ hộ chiếu cho đến khi hoàn thành nhiệm vụ. Một số trường hợp tự tử do áp lực thi công đã được công bố.

## Tổng quan
Việc xây dựng bắt đầu vào ngày 6 tháng 1 năm 2004 với cấu trúc bên ngoài hoàn thành vào ngày 1 tháng 10 năm 2009. Tòa nhà chính thức mở cửa vào ngày 4 tháng 1 năm 2010 và là một phần của khu phát triển Downtown Dubai tại "Giao lộ đầu tiên" dọc theo đường Sheikh Zayed, gần Dubai Mall. Kiến trúc và kỹ thuật của tháp được thực hiện bởi Skidmore, Owings & Merrill LLP (SOM) ở Chicago với Adrian Smith làm kiến trúc sư trưởng, và Bill Baker là kỹ sư chính. Nhà thầu chính là Samsung C&T của Hàn Quốc.
Tại một thời điểm nhất định trong quá trình kiến trúc và kỹ thuật, các nhà phát triển Emaar ban đầu đã gặp phải vấn đề tài chính và đòi hỏi nhiều tiền và kinh phí hơn do đó tiểu vương Khalifa, tổng thống của Các Tiểu vương quốc Ả rập thống nhất đã tài trợ, do đó dẫn đến việc đổi tên thành "Burj Khalifa".

## Ước tính
Burj Khalifa được thiết kế để trở thành trung tâm của Downtown Dubai (bao gồm 30.000 ngôi nhà, 9 khách sạn (bao gồm The Address Downtown Dubai), 3 ha công viên, ít nhất 19 tòa tháp, Dubai Mall, hồ nhân tạo Burj Khalifa và Dubai Fountain rộng 12 ha. Quyết định xây dựng Burj Khalifa được báo cáo dựa trên quyết định của chính phủ để đa dạng hoá kinh tế vốn chỉ phụ thuộc vào dầu mỏ sang nền kinh tế chuyên về dịch vụ và du lịch. Theo các quan chức, các dự án như Burj Khalifa là cần thiết để thu hút cách nhìn của thế giới và do đó sẽ đầu tư vào Dubai. "Ông (Sheikh Mohammed bin Rashid Al Maktoum) muốn đưa Dubai lên bản đồ với một cái gì đó thực sự giật gân", Jacqui Josephson, một nhà điều hành du lịch tại Nakheel Properties cho biết. Tháp được gọi là Burj Dubai ("Tháp Dubai") cho đến khi chính thức khai trương vào tháng 1 năm 2010. Nó được đổi tên để tôn vinh tiểu vương Abu Dhabi, Các tiểu Vương quốc Ả Rập Thống nhất, Khalifa bin Zayed Al Nahyan; Abu Dhabi và chính phủ UAE cho Dubai mượn hàng chục tỷ đô la để Dubai có thể trả nợ - Dubai vay ít nhất 80 tỷ đô la cho các dự án xây dựng. Trong những năm 2000, Dubai bắt đầu đa dạng hóa nền kinh tế của mình nhưng nó bị khủng hoảng giai đoạn 2007-2010, để các dự án quy mô lớn bị bỏ hoang.

## Xây dựng

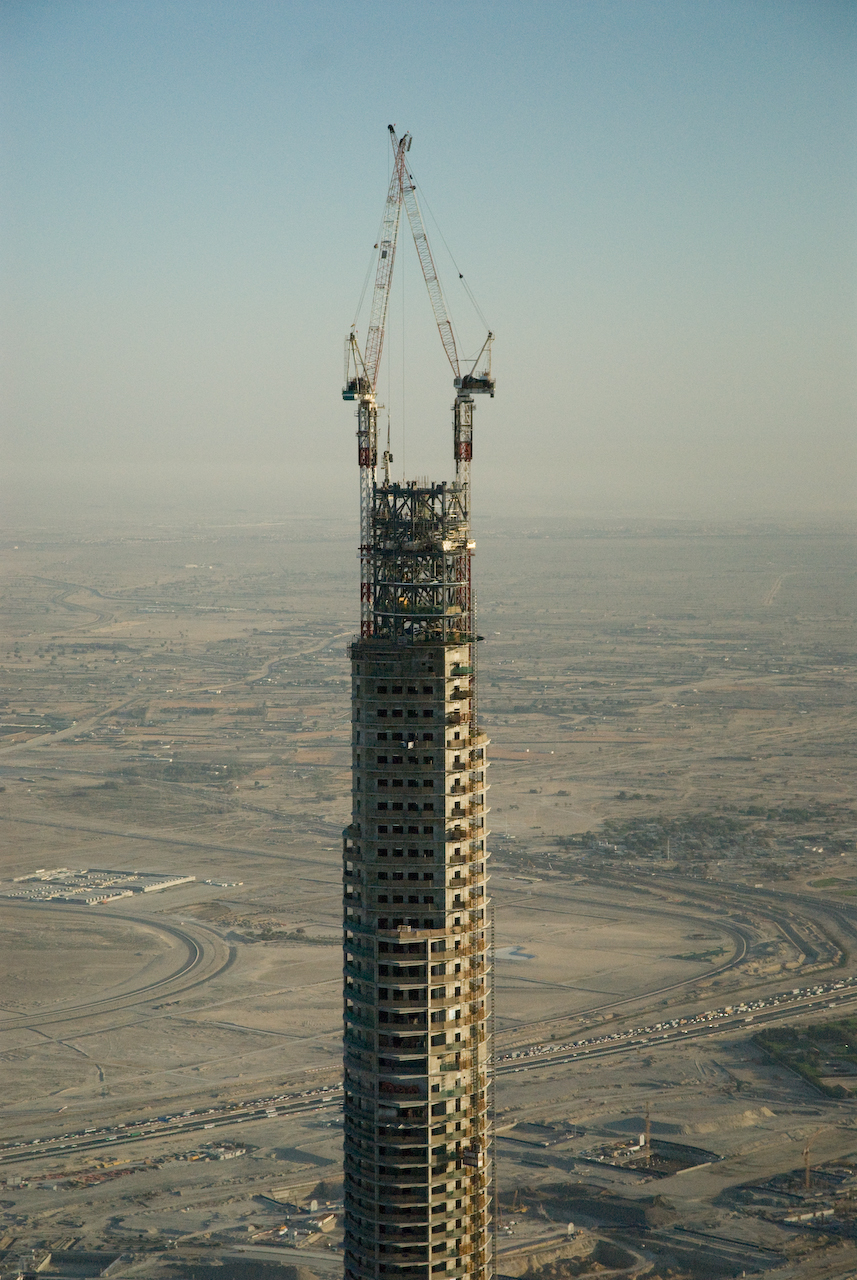
Ảnh chụp từ trên không tòa tháp Burj Khalifa đang được xây dựng vào tháng 3 năm 2008

Toà tháp được đấu thầu và xây dựng bởi Samsung C&T Corporation (SCTC) - công ty xây dựng đa quốc gia trực thuộc tập đoàn điện tử Samsung (Hàn Quốc), đơn vị từng xây dựng The Petronas Twin Towers ở Malaysia và Taipei 101 ở Đài Loan. Hỗ trợ Samsung C&T trong quá trình xây dựng là Besix từ Bỉ và Arabtec từ Các Tiểu vương quốc Ả rập thống nhất. Turner là quản lý dự án chính của công trình. Tòa nhà được bắt đầu khởi công xây dựng vào năm 2004.
Theo luật, nhà thầu và giám sát kỹ sư, Hyder Consulting (chuyên gia phân tích cấu trúc thủ công sử dụng công nghệ phân tích flash do Allen Wright biên soạn), chịu trách nhiệm chung và chịu trách nhiệm chính về hiệu suất của Burj Khalifa.
Cấu trúc chính của tòa tháp phần lớn là bê tông cốt thép. Putzmeister đã tạo ra một bơm bê tông moóc siêu cao áp mới, BSA 14000 SHP-D, cho dự án này. Công trình của Burj Khalifa đã sử dụng 330.000 mét khối bê tông và 55.000 tấn thép thanh vằn và quá trình xây dựng mất 22 triệu giờ làm việc. Vào tháng 5 năm 2008, Putzmeister đã bơm bê tông với cường độ nén cực đại lớn hơn 21 MPa để bơm 600 mét mỗi cột từ móng đến tầng thứ tư và phần còn lại là cột kim loại phủ hoặc phủ bê tông đến độ cao kỷ lục thế giới là 606 m, tức là tầng 156. Ba cần cẩu tháp được sử dụng trong quá trình xây dựng ở các tầng cao nhất, mỗi loại có khả năng nâng tải trọng 25 tấn. Cấu trúc còn lại ở trên được xây dựng bằng thép nhẹ hơn.
Năm 2003, 33 lỗ khoan được khoan để nghiên cứu sức mạnh của nền tòa tháp nằm bên dưới cấu trúc bê tông. "Đã tìm thấy đá sa thạch và đá sa thạch khá yếu", chỉ cách mặt đất vài mét. Các mẫu được lấy từ các lỗ khoan thử nghiệm được khoan đến độ sâu 140 mét, tìm thấy đá yếu đến rất yếu. Nghiên cứu đã mô tả địa điểm này như là một phần của "khu vực hoạt động địa chấn".
Hơn 45.000 mét khối bê tông, trọng lượng hơn 110.000 tấn được sử dụng để xây dựng nền móng bằng bê tông và thép, bao gồm 192 cọc; mỗi cọc có đường kính 1,5 mét, dài 43 m, chôn sâu hơn 50 m. Nền móng được thiết kế để hỗ trợ tổng trọng lượng xây dựng bên trên khoảng 450.000 tấn. Trọng lượng này sau đó được chia cho cường độ nén của bê tông trong đó là 30 MPa. Một hệ thống bảo vệ cathodic là ở dưới bê tông để trung hòa nước ngầm và ngăn chặn sự ăn mòn.
Burj Khalifa được đánh giá cao. Áp lực, điều hòa nhiệt độ chuẩn nằm đến khoảng tầng 35, nơi mọi người có thể trú ẩn do khoảng đi bộ khá dài của họ để xuống đến nơi an toàn trong trường hợp khẩn cấp hoặc cháy.
Các hỗn hợp bê tông đặc biệt được tạo ra để chịu được áp lực cực lớn của khối lượng công trình lớn; như là điển hình với xây dựng bê tông cốt thép, mỗi lô bê tông đã được thử nghiệm để đảm bảo nó có thể chịu được áp lực nhất định. CTLGroup, làm việc cho công ty Skidmore, Owings và Merrill, đã tiến hành kiểm tra, đây là việc rất quan trọng cho việc phân tích cấu trúc của tòa nhà.
Sự đồng nhất của bê tông được sử dụng trong dự án là rất cần thiết. Thật khó để tạo ra một bê tông có thể chịu được cả hàng nghìn tấn trên nó và nhiệt độ vùng Vịnh Ba Tư có thể đạt tới 50 °C. Để chống lại vấn đề này, bê tông không được đổ vào ban ngày. Thay vào đó, trong những tháng mùa hè, băng đã được thêm vào hỗn hợp và nó đã được đổ vào ban đêm khi không khí mát hơn và độ ẩm cao hơn. Bê tông không quá nóng hay quá lạnh giúp nó ít có khả năng khô quá nhanh và gây nứt. Bất kỳ vết nứt đáng kể nào cũng có thể đặt toàn bộ dự án vào tình trạng nguy hiểm.

### Các cột mốc
Tháng 1 năm 2004: Đào móng bắt đầu.

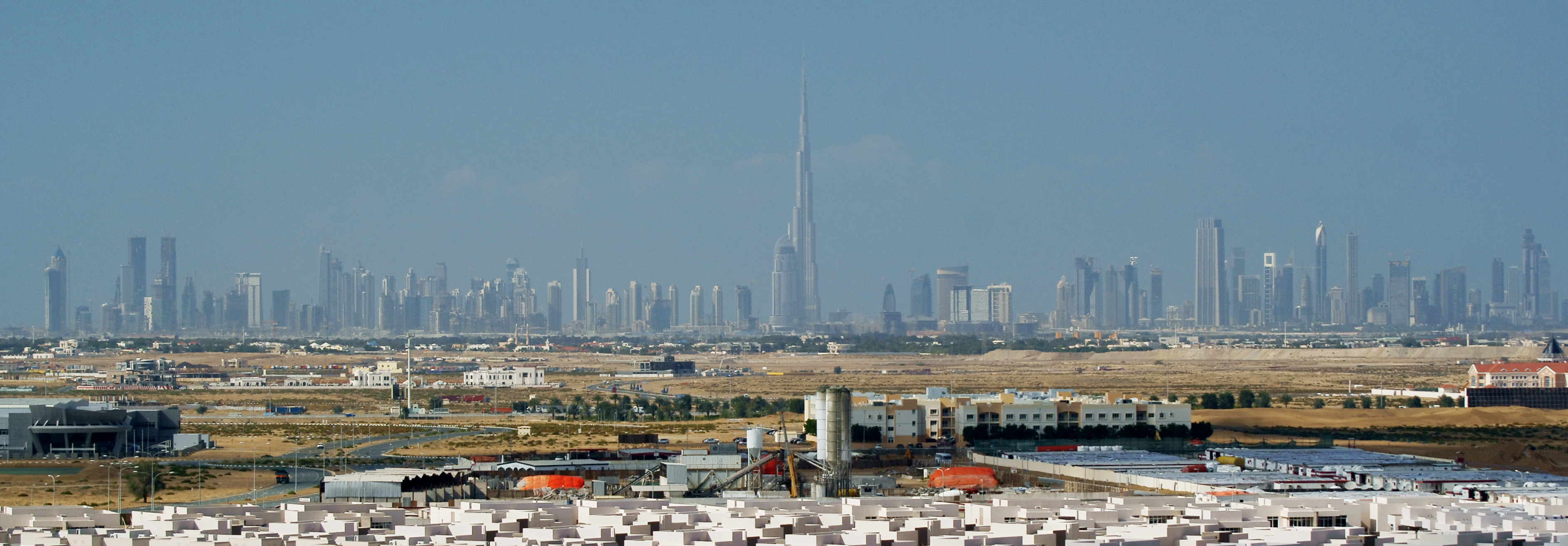
Burj Khalifa và đường chân trời của Dubai năm 2010

Tháng 2 năm 2004: Bắt đầu đổ bê tông.
Ngày 21 tháng 9, 2004: Nhà thầu Emaar bắt đầu tiếp quản.
Tháng 3 năm 2005: Cấu trúc của Burj Khalifa bắt đầu cao lên.
Tháng 6 năm 2006: Đạt được đến tầng 50.
Tháng 2 năm 2007: Vượt qua Tháp Willis với tư cách là tòa nhà có nhiều tầng nhất.
Ngày 13 tháng 5, 2007: Lập kỷ lục cho bơm bê tông ở độ cao 452 m, vượt qua 449,2 m mà bê tông được bơm trong khi xây dựng tòa nhà Đài Bắc 101, trong khi Burj Khalifa lên đến tầng thứ 130.
Ngày 21 tháng 7, 2007: vượt qua Đài Bắc 101, với chiều cao 509,2 m đã biến nó thành tòa nhà cao nhất thế giới và đạt tới tầng 141.
Ngày 12 tháng 8, 2007: Vượt qua ăng-ten tháp Willis, với độ cao 527 m.
Ngày 12 tháng 9, 2007: Tại độ cao 555,3 m, nó trở thành cấu trúc độc lập cao nhất thế giới, vượt qua tháp CN ở Toronto và đạt tới tầng 150.
Ngày 7 tháng 4 năm 2008: Tại độ cao 629 m, nó vượt qua cột KVLY-TV để trở thành cấu trúc nhân tạo cao nhất, đạt đến tầng 160.
Ngày 17 tháng 6 năm 2008: Emaar thông báo rằng chiều cao của Burj Khalifa cao hơn 636 m và chiều cao cuối cùng của nó sẽ không được đưa ra cho đến khi nó được hoàn thành vào tháng 9 năm 2009.
Ngày 1 tháng 9, 2008: Chiều cao đến đỉnh tháp khi đó là 688 m, làm cho nó là cấu trúc nhân tạo cao nhất từng được chế tạo, vượt qua kỷ lục trước đó thuộc về cột phát thanh Warsaw ở Konstantynów, Ba Lan.
Ngày 17 tháng 1 năm 2009: Kỷ lục về chiều cao, 829,8 m.
Ngày 1 tháng 10, 2009: Emaar thông báo rằng bên ngoài của tòa nhà đã hoàn thành.
Ngày 4 tháng 1 năm 2010: Lễ ra mắt chính thức của Burj Khalifa được tổ chức và Burj Khalifa được khai trương. Burj Dubai đổi tên thành Burj Khalifa để vinh danh Tổng thống Các Tiểu vương quốc Ả rập thống nhất và tiểu vương Abu Dhabi, Sheikh Khalifa bin Zayed al Nahyan.
Ngày 10 tháng 3, 2010: Hội đồng về các tòa nhà cao tầng và khu dân cư đô thị xác nhận Burj Khalifa là tòa nhà cao nhất thế giới.

### Giá trị bất động sản
Vào tháng 3 năm 2009, Mohamed Ali Alabbar, chủ tịch của nhà phát triển dự án, Emaar Properties, cho biết giá văn phòng tại Burj Khalifa đạt 43.000 USD/mét vuông và Căn hộ Khách sạn Armani cũng tại Burj Khalifa với giá trên 37,500 USD cho mỗi mét vuông. Ông ước tính tổng chi phí cho dự án là khoảng 1,5 tỷ USD.
Sự hoàn thành của dự án trùng với cuộc khủng hoảng tài chính toàn cầu 2007-2012 và với sự đóng băng tài chính rộng lớn trong cả nước, dẫn đến những căn hộ không người thuê và căn hộ bị tịch thu cao. Dubai mệt mỏi vì những khoản nợ từ những tham vọng to lớn của mình, chính phủ đã buộc phải tìm kiếm những khoản cứu trợ hàng tỷ đô la từ người hàng xóm giàu dầu mỏ ở Abu Dhabi. Sau đó, trong một động thái bất ngờ tại lễ khai mạc, tòa tháp đã được đổi tên thành Burj Khalifa, nói để tôn vinh Tổng thống UAE Khalifa bin Zayed Al Nahyan vì sự ủng hộ quan trọng của ông.
Do nhu cầu sụt giảm tại thị trường bất động sản Dubai, giá thuê tại Burj Khalifa giảm mạnh 40% sau khoảng 10 tháng mở cửa. Trong số 900 căn hộ trong tháp, 825 căn trong số đó vẫn còn trống vào thời điểm đó. Tuy nhiên, trong hai năm rưỡi sau, các nhà đầu tư nước ngoài bắt đầu mua các căn hộ và không gian văn phòng có sẵn. Đến tháng 10 năm 2012, Emaar báo cáo rằng khoảng 80% số căn hộ đã được mua.

### Lễ ra mắt chính thức
Buổi lễ được phát sóng trực tiếp trên một màn hình khổng lồ trên Công viên Burj Khalifa và trên các màn hình nhỏ hơn ở nơi khác. Hàng trăm phương tiện truyền thông từ khắp nơi trên thế giới trực tiếp từ hiện trường. Ngoài sự hiện diện của giới truyền thông, 6.000 khách được mời đến tham dự.
Buổi khai mạc được tổ chức vào ngày 4 tháng 1 năm 2010. Buổi lễ được chuẩn bị với 10.000 pháo hoa, chùm ánh sáng chiếu trên và xung quanh tháp và thêm hiệu ứng âm thanh, ánh sáng và nước. Ánh sáng trình diễn được lên kế hoạch bởi các công ty chuyên về chiếu sáng của Anh là Speirs và Major Associates. Sử dụng đèn Stroboscope mạnh được tích hợp vào mặt tiền và tháp, các chuỗi ánh sáng khác nhau được dàn dựng, cùng với hơn 50 hiệu ứng khác.
Một bộ phim ngắn về Burj Khalifa và Dubai nói chung được theo sau bởi màn pháo hoa và chương trình ánh sáng. Phần đầu tiên của chương trình được dựa trên một chủ đề hoa sa mạc và bao gồm pháo hoa, đèn và âm thanh. Phân đoạn thứ hai kể về câu chuyện xây dựng tháp bằng cách sử dụng 300 máy chiếu để tạo ra hình ảnh của tháp. Đoạn cuối cùng sử dụng pháo hoa và đèn để chiếu sáng tháp.

## Các kỷ lục
- Cấu trúc còn tồn tại cao nhất: 829,8 m (trước đó là cột KVLY-TV ở Hoa Kỳ cao 628,8 m)
- Cấu trúc cao nhất từng được xây dựng: 829,8 m (trước đó là cột phát thanh Warsaw ở Ba Lan cao 646,38 m)
- Kết cấu độc lập cao nhất: 829,8 m (trước đó là tháp CN ở Canada cao 553,3 m)
- Tòa nhà chọc trời cao nhất (đến đỉnh ngọn tháp): 828 m (trước đây là Đài Bắc 101 cao 509,2 m)
- Tòa nhà chọc trời cao nhất tính đến đỉnh ăngten: 829,8 m (trước đó là Willis Tower (trước đây tên là Sears Tower) cao 527 m)
- Công trình có nhiều tầng nhất: 211 (bao gồm cả chóp) (trước đó là Trung tâm Thương mại Thế giới với 110 tầng)
- Hệ thống thang máy cao nhất thế giới
- Thang máy di chuyển dài nhất thế giới: 504 m
- Bơm bê tông thẳng đứng cao nhất (cho một tòa nhà): 606 m
- Trụ bơm nước cao nhất cho bất cứ công trình nào: 606m (trước đó là Riva del Garda Hydroelectric Power Plant, Ý cao 532m)
- Cấu trúc cao nhất thế giới bao gồm không gian cho dân cư
- Đài quan sát ngoài trời cao nhất thế giới: tầng 124 ở độ cao 452 m
- Các cửa nhôm, kính được lắp đặt ngoài trời ở độ cao cao nhất: 512 m
- Hộp đêm cao nhất thế giới: tầng 144
- Nhà thờ Hồi giáo cao nhất thế giới: tầng 158
- Nhà hàng cao nhất thế giới (At.mosphere): tầng 122 ở độ cao 442 m (trước đó là nhà hàng 360 ở độ cao 350 m trong Tháp CN)
- Thang máy chạy nhanh thứ năm thế giới: 36 km/h hoặc 600 m/phút (sau CTF Finance Centre tốc độ 1200 m/phút, tháp Thượng Hải tốc độ 1080 m/phút, Đài Bắc 101 tốc độ 1010 m/phút và Yokohama Landmark Tower với tốc độ 750 m/phút)
- Triển lãm pháo hoa năm mới xuất sắc và hoành tráng nhất thế giới
- Lắp đặt hố thang máy cao nhất thế giới

Trước đây là đài quan sát trong tòa nhà cao nhất: tầng 148 ở độ cao 555 m, cho đến khi bị Tháp Thượng Hải vượt qua vào năm 2015.

## Chiều cao

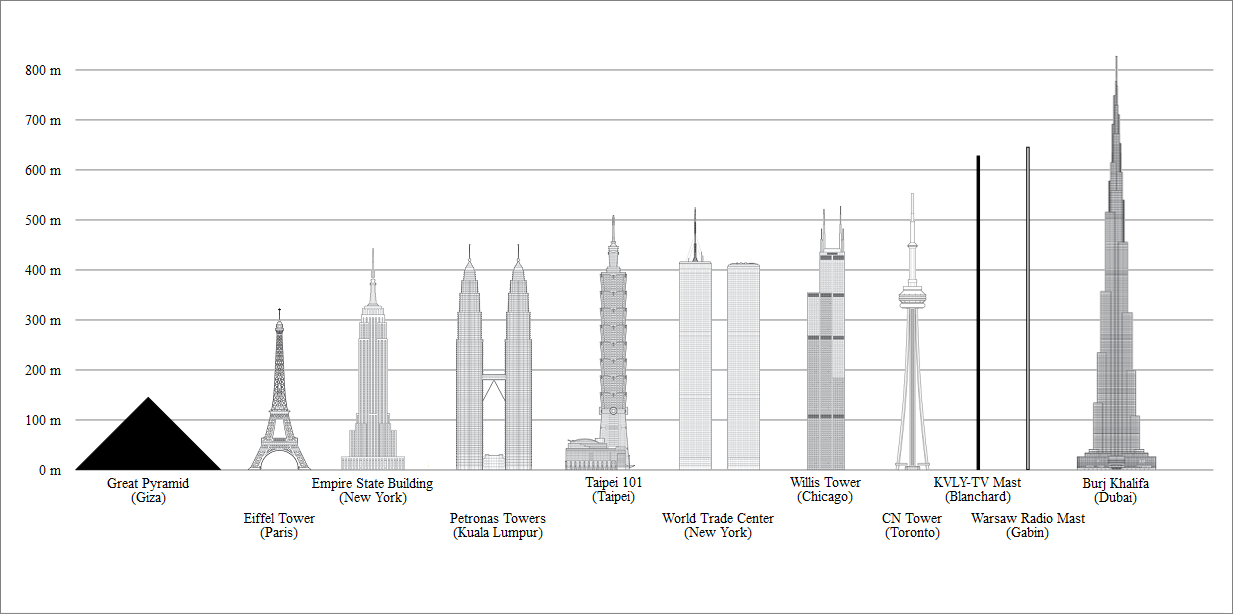
Burj Khalifa so với một số cấu trúc cao nổi tiếng khác

### Chiều cao hiện tại
Đến ngày 21 tháng 7 năm 2007, những nhà phát triển tòa tháp cho biết chiều cao của tòa tháp là 512,1 m, với 141 tầng hoàn thành, vượt qua tháp Đài Bắc 101 (509,2 m) để trở thành tòa nhà cao nhất thế giới.
Vào tháng 2 năm 2007, tháp Burj Khalifa đã vượt qua tháp Sears Tower là tòa nhà có nhiều tầng nhất trên thế giới.
Ngày 20 tháng 7 năm 2007, chủ tịch Hội đồng Nhà cao tầng và Chỗ ở đô thị (CTBUH), Antony Wood, đã xác nhận tòa tháp này "đã vượt qua chiều cao tháp Đài Bắc 101 về mặt cấu trúc (bê tông)."  Tuy nhiên, ông cũng nói thêm "Chúng tôi sẽ không xếp loại nó là một tòa nhà cho đến khi nó hoàn thành, che phủ và ít nhất mở cửa một phần để kinh doanh để tránh những thứ như dự án Ryungyong. Tháp Đài Bắc 101 do đó vẫn là tòa nhà cao nhất thế giới cho đến khi những gì tôi nói ở trên xảy ra." Tháp CN, ở Toronto, Canada, cho đến nay vẫn là cấu trúc đứng tự do cao nhất thế giới với chiều cao 553 m, một chiều cao mà tháp Burj Dubai sẽ vượt qua một thời gian nữa trong năm nay.
Tính đến ngày 12 tháng 5 năm 2008, tháp đã đạt độ cao 636 m với 160 tầng.
Đầu năm 2009, ngày 17 tháng 1, tòa tháp đã đạt độ cao 818 m
Ngày 4 tháng 1 năm 2010, công trình này đã được khánh thành với chiều cao 828 m, bao gồm 164 tầng.

### Chiều cao theo dự án
Chiều cao chính thức theo dự án của tháp Burj Khalifa về mặt chính thức được giữ bí mật do cạnh tranh; tuy nhiên, các số liệu do một nhà thầu đưa ra về dự án thì cho rằng chiều cao của tháp này khoảng 810 m. Căn cứ trên chiều cao này, số lượng tầng lầu có thể ở được dự kiến là 162 tầng.

### Lịch sử tăng chiều cao
Dù không được xác nhận, người ta đã đồn đại rằng tháp Burj Khalifa đã trải qua nhiều lần tăng chiều cao kể từ khi bắt đầu. Theo đề xuất ban đầu đây là một bản sao mô phỏng Tháp Grollo được đề xuất cho Melbourne, tháp này đã nhanh chóng được thiết kế lại với một bản thiết kế ban đầu của Skidmore Owings and Merrill (SOM) nhìn thấy ở trên và được thảo luận dưới đây. Theo thiết kế này thì tòa tháp có chiều cao khoảng 705 m. Các thông tin trái ngược nhau nhan nhản về chiều cao chính thức của tòa tháp, which is to be expected considering the building seeks to acquire the designation as the world's tallest structure upon completion in 2009. Một website đã cho rằng chiều cao cuối cùng theo tin đồn là 916 m được đăng tải vào ngày 28 tháng 9 năm 2006 nhưng thông tin này trái ngược với một tin ngày 20 tháng 9 về chiếu cao 940 m của tòa tháp.
Cựu kiến trúc sư của SOM, Adrian Smith, cảm thấy rằng phần đỉnh của tòa nhà lên đến tột đỉnh một cách thanh nhã và ông đã thỉnh cầu và đã nhận được chấp thuận tăng chiều cao của nó đến độ cao theo kế hoạch hiện nay. Đã có tuyên bố dứt khoát rằng sự thay đổi này đã không bao gồm các tầng bổ sung,, phù hợp vớ các cố gắng của Smith để làm cho nóc tháp mảnh khảnh hơn. Tuy nhiên, đoạn trên của tháp từ tầng 156 lên phía trên hay từ 585,7 m lên đến nóc sẽ là kết cấu thép, không giống như phần dưới là bê tông cốt thép. Công ty triển khai dự án này, Emaar, đã cho rằng phần kết cấu thép này có thể được nới dài thêm để đánh bại bất kỳ tháp nào về danh hiệu cao nhất; tuy nhiên khi đã hoàn thành, chiều cao tháp Khalifa này không thể thay đổi được.

## Kiến trúc và thiết kế

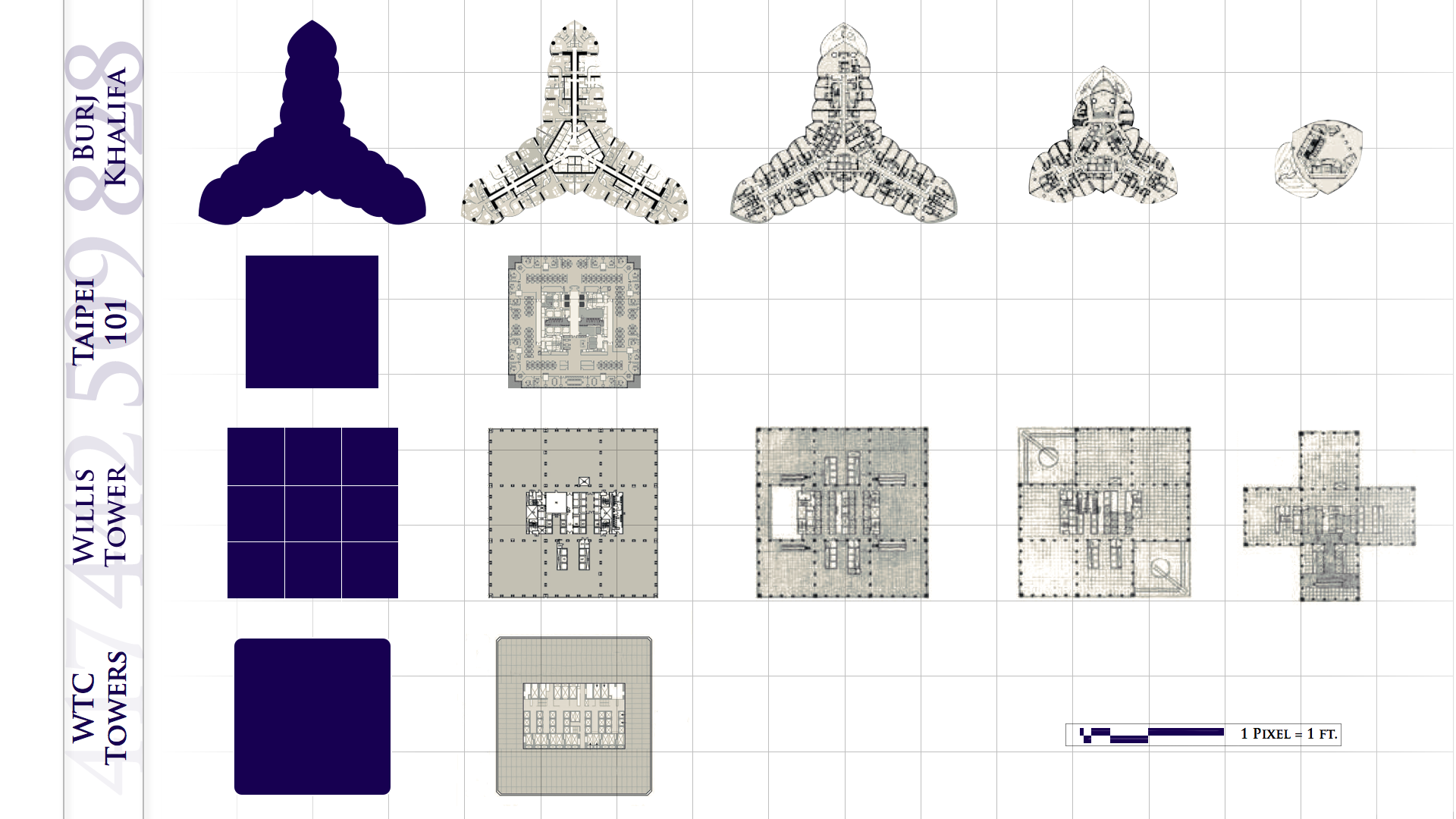
Các so sánh mặt cắt ngang của các tòa tháp từ trên xuống dưới: Burj Khalifa, Tòa nhà Taipei 101, Tháp Willis, Trung tâm Thương mại Thế giới

Tháp được thiết kế bởi công ty Skidmore, Owings và Merrill, cũng chính là công ty thiết kế tháp Willis (trước đây là tháp Sears) ở Chicago và Trung tâm thương mại Thế giới Một ở thành phố New York. Burj Khalifa sử dụng thiết kế ống bao quanh như tòa tháp Willis, được phát minh bởi Fazlur Rahman Khan. Do hệ thống hình ống của nó, chỉ một nửa số lượng thép được sử dụng trong xây dựng so với Tòa nhà Empire State. Thiết kế này gợi nhớ đến tầm nhìn về kinh tế của Frank Lloyd Wright cho The Illinois, một tòa nhà chọc trời được thiết kế cho Chicago, cũng như Tháp Lake Point ở Chicago. Theo Strabala, Burj Khalifa được thiết kế dựa trên tòa tháp Tower Palace III, một tòa tháp dân cư ở Seoul. Trong kế hoạch ban đầu của nó, Burj Khalifa được dự định là tòa tháp dành riêng cho cư trú.
Tiếp theo thiết kế ban đầu của Skidmore, Owings và Merrill, Emaar Properties đã chọn Hyder Consulting làm kỹ sư giám sát và NORR Group Consultants International Ltd để giám sát kiến trúc của dự án. Vai trò của tư vấn Hyder là giám sát việc xây dựng, chứng nhận thiết kế của kiến trúc sư. Vai trò của NORR là giám sát của tất cả các thành phần kiến trúc bao gồm giám sát tại chỗ rong quá trình xây dựng và thiết kế bổ sung 6 tầng tổ hợp các tòa nhà phụ. NORR cũng chịu trách nhiệm về các bản vẽ tích hợp kiến trúc cho Khách sạn Armani trong tòa tháp. Emaar Properties cũng tham gia GHD, một công ty tư vấn đa ngành quốc tế, hoạt động như một cơ quan thẩm tra và kiểm tra độc lập cho bê tông và thép.

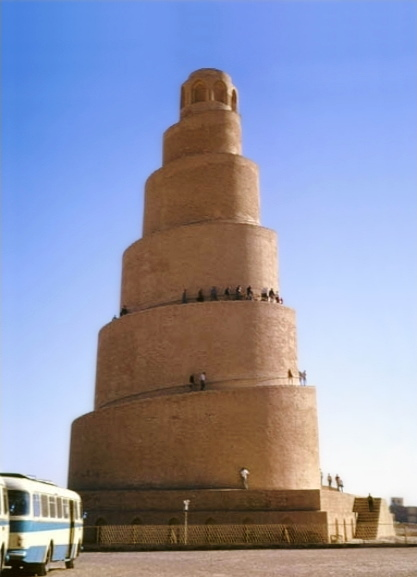
Ngọn tháp xoắn ốc tại Nhà thờ Hồi giáo lớn Samarra

Thiết kế bắt nguồn từ kiến trúc Hồi giáo. Khi tháp bắt đầu nâng lên từ sa mạc, mô hình xoắn ốc làm tăng khoảng không của các sân hiên ngoài trời. Nó được sắp xếp và căn chỉnh theo cách giảm thiểu vận tốc gió càng nhiều càng tốt từ các dòng gió xoáy.
Trụ cột của Burj Khalifa bao gồm hơn 4.000 tấn thép. Ống đỉnh trung tâm nặng 350 tấn và có chiều cao 200 m. Ngọn tháp cũng có thiết bị liên lạc. Ngọn tháp cao 244 mét và rất ít không gian của nó có thể sử dụng được.
Trong năm 2009, các kiến trúc sư đã thông báo rằng hơn 1.000 tác phẩm nghệ thuật sẽ tô điểm cho nội thất của Burj Khalifa, trong khi sảnh chính của Burj Khalifa sẽ trưng bày tác phẩm của Jaume Plensa.
Hệ thống ốp bao gồm 142.000 mét vuông của hơn 26.000 tấm kính phản quang và tấm kết cấu bằng thép không gỉ nhôm cùng kết cấu với vây hình ống thẳng đứng. Các tấm kính cung cấp hiệu suất năng lượng mặt trời và nhiệt cũng như là lá chắn chống chói cho mặt trời khu sa mạc, nhiệt độ khắc nghiệt kèm gió mạnh. Tấm tường rèm đặc trưng của Burj rộng 4,6 m dài 10,8 m và nặng khoảng 800 kg mỗi tấm.
Nhiệt độ bên ngoài ở phía trên cùng của tòa nhà được cho là lạnh hơn 6 °C so với nhiệt độ bên dưới của nó.
Armani Hotel gồm 304 phòng, chiếm 15 trong số 39 tầng khu dưới. Khách sạn được cho là sẽ mở cửa vào ngày 18 tháng 3 năm 2010, nhưng sau một vài lý do chậm trễ, nó cuối cùng đã mở cửa cho công chúng vào ngày 27 tháng 4 năm 2010. Các phòng hạng sang và văn phòng của công ty cũng được cho là sẽ mở cửa từ tháng 3 trở đi.
Các hồ bơi trong nhà nằm ở tầng 43 và 76. Hồ bơi ngoài trời nằm trên tầng 76 của tòa tháp. Các văn phòng công ty và dãy phòng chiếm hầu hết các tầng còn lại, ngoại trừ tầng 122, 123 và 124, nơi có nhà hàng At.mosphere, sảnh đợi ngoài trời và đài quan sát trong nhà cũng như ngoài trời. Vào tháng 1 năm 2010, dự kiến Burj Khalifa có cư dân đầu tiên vào tháng 2 năm 2010.
Tòa nhà có 57 thang máy và 8 thang cuốn. Thang máy có sức chứa từ 12 đến 14 người, có vận tốc đến 10 m/s cho thang máy đôi. Tuy nhiên, thang máy đơn nhanh nhất thế giới vẫn thuộc về Taipei 101 với tốc độ 16,83 m/s. Các kỹ sư đã cân nhắc lắp đặt thang máy 3 ngăn đầu tiên trên thế giới, nhưng thiết kế cuối cùng vẫn là thang máy đôi. Thang máy đôi được trang bị các tính năng giải trí như màn hình LCD chiếu chương trình của các đài truyền hình khu vực cùng âm nhạc để phục vụ du khách trong suốt chuyến du lịch của họ tới đài quan sát. Tòa nhà có 2.909 bậc thang từ tầng trệt đến tầng 160.

### Hệ thống ống nước
Hệ thống nước của Burj Khalifa cung cấp trung bình 946.000 lít nước mỗi ngày qua 100 km đường ống. Đường ống bổ sung dài 213 km phục vụ hệ thống cứu hỏa và 34 km cung cấp nước lạnh cho hệ thống điều hòa không khí. Hệ thống nước thải sử dụng lực hấp dẫn để xả nước từ các hệ thống ống nước, cống thoát nước, thiết bị cơ khí và nước mưa, đến cống thoát nước của thành phố.

### Điều hòa nhiệt độ
Hệ thống điều hòa không khí hút không khí từ các tầng trên, nơi không khí mát và sạch hơn so với mặt đất. Tại thời điểm làm mát cao điểm, tháp giải nhiệt tương đương với 13.000 tấn băng tan trong một ngày hoặc khoảng 46 MW. Nước được lấy từ hệ thống thu gom ngưng tụ và được sử dụng để tưới cho công viên gần đó.

### Làm sạch cửa sổ
Để làm sạch 24.348 cửa sổ, tổng cộng 120.000 mét vuông kính, tòa nhà có ba đường ray nằm ngang, mỗi cái chứa 1.500 kg máy. Phía trên cùng của tòa nhà được làm sạch bởi một đoàn người sử dụng dây thừng để hạ xuống từ đỉnh để lau chùi. Trong điều kiện bình thường, khi tất cả các đơn vị bảo trì xây dựng đang hoạt động, phải mất 36 công nhân mất 3-4 tháng để làm sạch toàn bộ bề mặt bên ngoài.
Máy không người lái làm sạch 27 tầng bổ sung và chóp kính. Hệ thống làm sạch được phát triển ở Melbourne, Úc với chi phí 8 triệu đô Úc. Hợp đồng cung cấp các máy làm sạch đã được công ty Úc CoxGomyl, một nhà sản xuất các vật dụng bảo trì xây dựng dành quyền cung cấp.

## Hệ thống thang máy
Biểu đồ hoạt động thang máy của Burj Khalifa:
- H1-H4: Tầng trệt (G), 1, 3, 5-16, 38, 39
- HS1, HS2: Tầng tiếp tân (C), Tầng trệt (G), 1-39
- HS3, HS4: B1, Tầng tiếp tân (C), Tầng trệt (G), 1-3
- HS5: Tầng tiếp tân (C), Tầng trệt (G), 1-3
- HR1: Tầng tiếp tân (C), Tầng trệt (G), 1
- HF3: Tầng tiếp tân (C), Tầng trệt (G), 1, 1M, 2, 3
- HB1-HB2: Tầng tiếp tân (C), Tầng trệt (G), 1
- HP1-HP4: B2, B1, Tầng tiếp tân (C), Tầng trệt (G), 1, 3
- HA1-HA3: Tầng tiếp tân (G), 1, 3, 9-16, 18-39
- R1-R3: Tầng tiếp tân (G), 43
- R4-R6: Tầng tiếp tân (G), 76
- R7-R9: 43-72
- R10-R12: 76-108
- RP1-RP2: B2, B1, Tầng tiếp tân (C), Tầng trệt (G), 1
- OB1-OB2: Tầng tiếp tân (C), Tầng trệt (G), 123-124
- BO1-BO3: 112-123
- BO4-BO6: 123-135, 139-154
- OP1-OP2: B2, B1, Tầng tiếp tân (G), 1
- BS1/F: Tầng tiếp tân (C), Tầng trệt (G), 1-40, 42-73, 75-136, 138
- BS2/F: Tầng tiếp tân (C), Tầng trệt (G), 1-40, 42-73, 75-109, 111
- BS3/F: 138-160

## Cảnh quan

### Dubai Fountain (Đài phun nước Dubai)

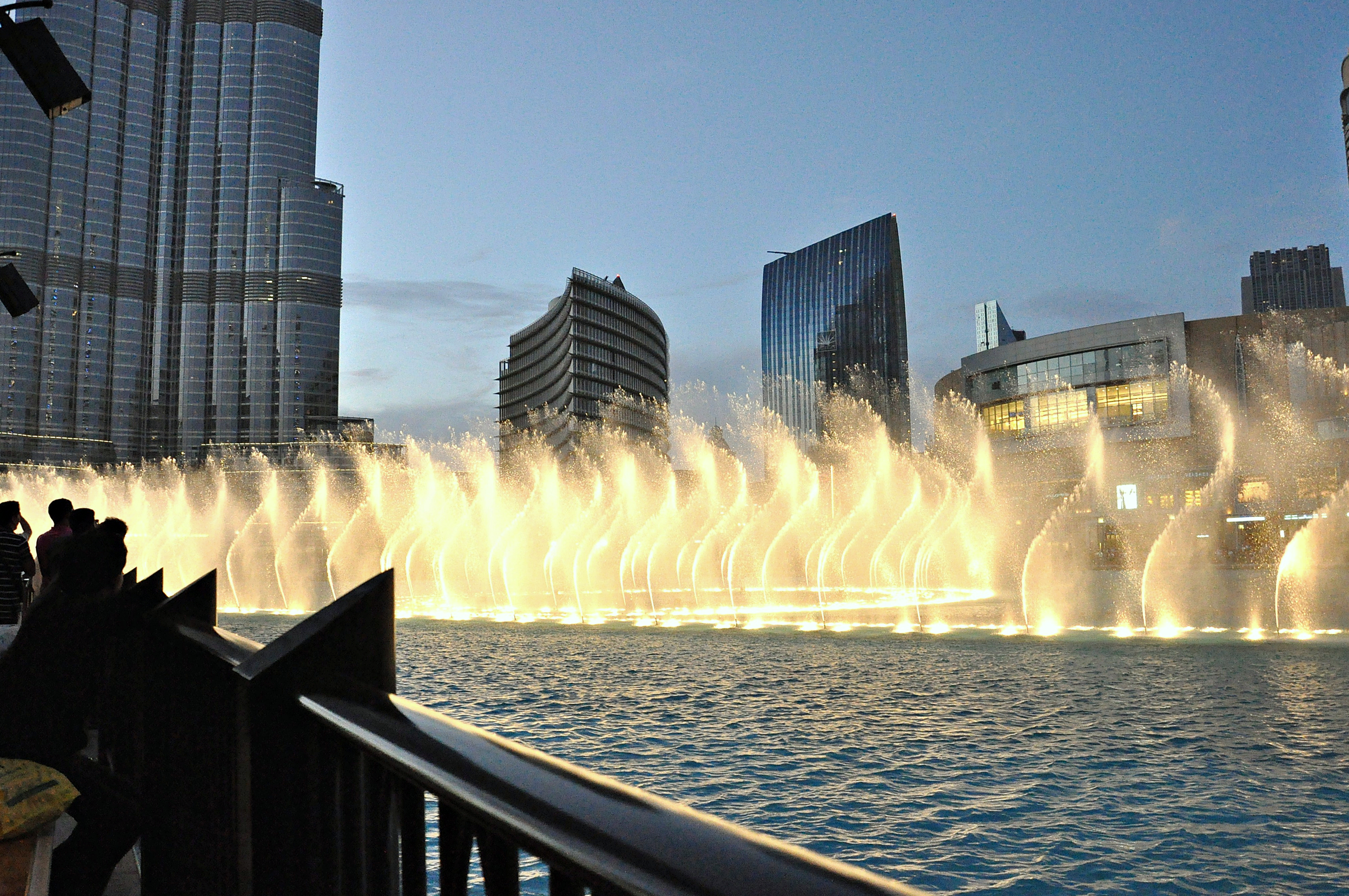
Dubai Fountain

Bên ngoài, WET Enterprises thiết kế một hệ thống đài phun nước với chi phí là 800 triệu UAE Dirham (217 triệu đô la Mỹ). Được chiếu sáng bởi 6.600 đèn chiếu sáng và 50 máy chiếu màu, dài 270 m và bắn nước cao 150 m vào không trung, kèm theo một loạt âm nhạc cổ điển đến đương đại của Ả Rập và các loại nhạc khác. Nó là đài phun nước lớn thứ hai thế giới. Vào ngày 26 tháng 10 năm 2008, Emaar thông báo rằng dựa trên kết quả của cuộc thi đặt tên đài phun nước sẽ được gọi là Đài phun nước Dubai.

### Đài quan sát

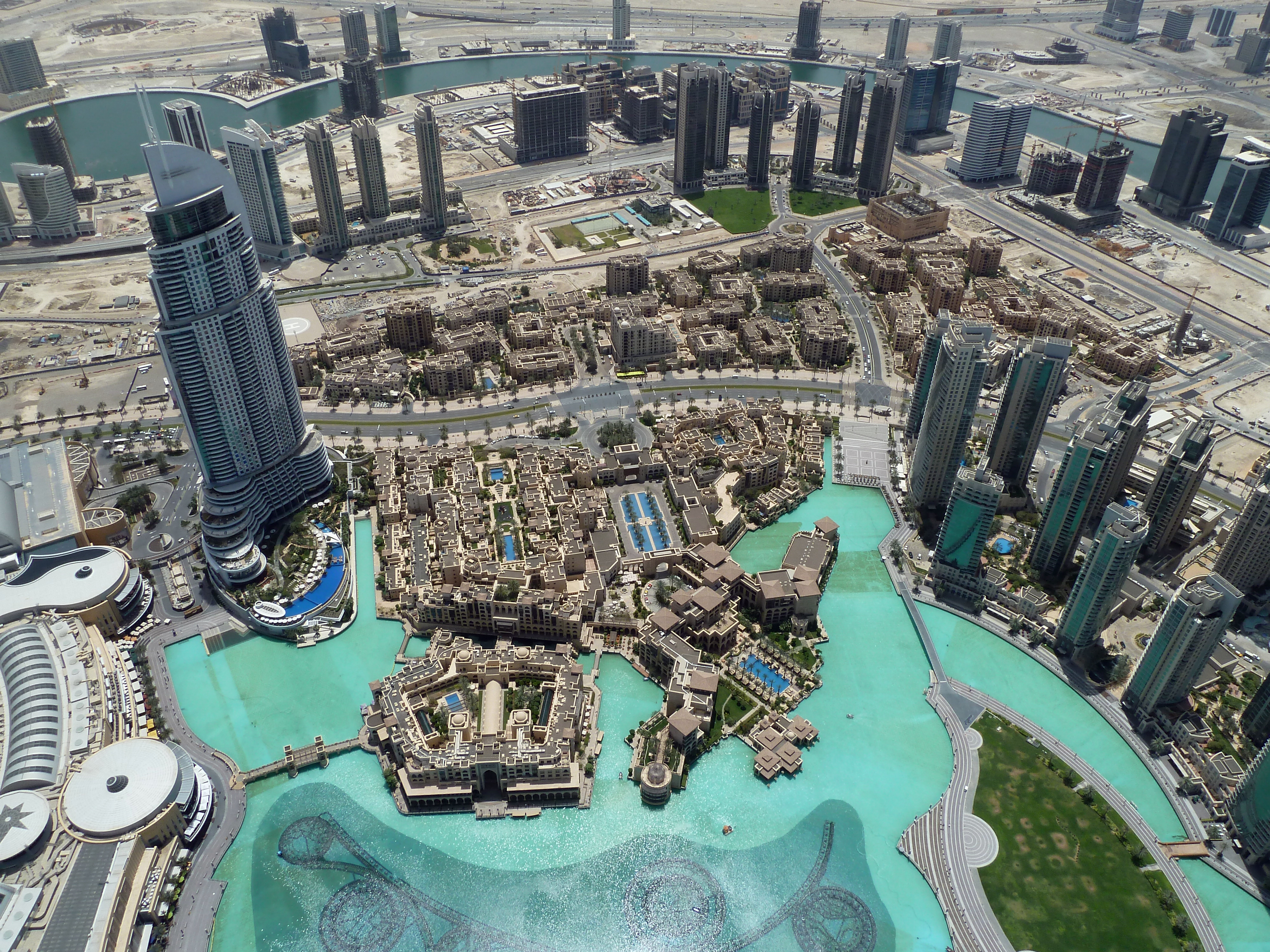
Quan sát Dubai Fountain từ đài quan sát

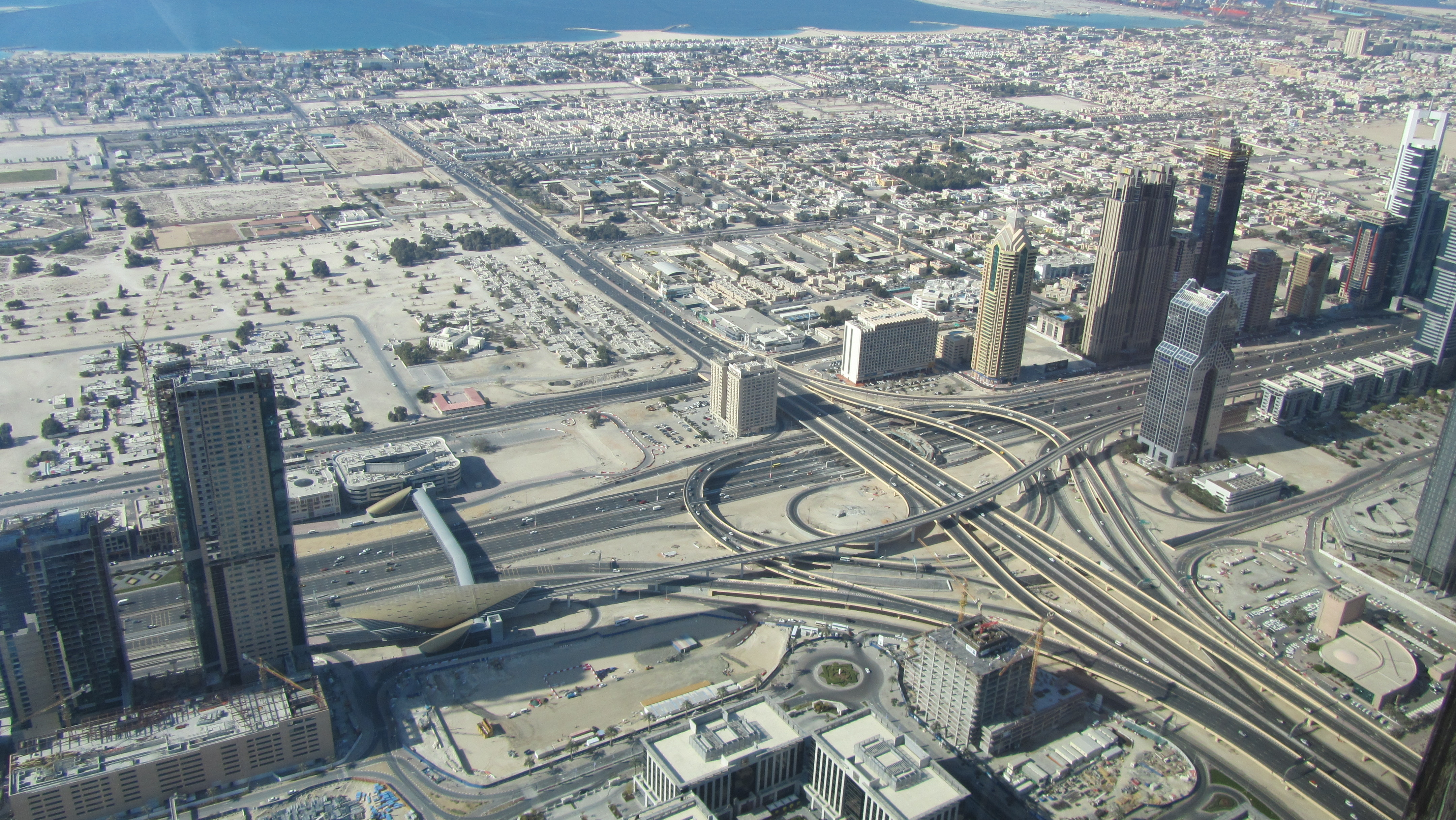
Quan sát từ đài quan sát trên cao

Một đài quan sát ngoài trời, có tên là At the Top, mở cửa vào ngày 5 tháng 1 năm 2010 trên tầng 124. Với độ cao 452 m, nó là đài quan sát ngoài trời cao nhất thế giới khi nó mở cửa. Mặc dù nó bị vượt qua vào tháng 12 năm 2011 bởi Cloud Top 488 trên Tháp Quảng Châu, Quảng Châu ở độ cao 488 m, Burj Khalifa tiếp tục mở đài quan sát SKY ở tầng 148 ở độ cao 555 m, một lần nữa nó vẫn đài quan sát cao nhất trên thế giới cho đến ngày 15 tháng 10 năm 2014, cho đến khi tháp Thượng Hải khai trương đài quan sát vào tháng 6 năm 2016 với một đài quan sát ở độ cao 561 mét. Đài quan sát tầng 124 cũng có kính viễn vọng điện tử, thiết bị tăng cường thực tế ảo được phát triển bởi Gsmprjct°Của Montréal, cho phép du khách xem cảnh quan xung quanh trong thời gian thực và xem các hình ảnh đã lưu trước đó như hình ảnh được chụp tại các thời điểm khác nhau trong ngày hoặc trong điều kiện thời tiết khác. Để quản lý khả năng cung cấp quan sát hàng ngày của người tham quan, du khách có thể mua vé trước một ngày vào thời gian cụ thể và giảm giá 75% khi mua vé tại chỗ.
Vào ngày 8 tháng 2 năm 2010, boong quan sát đã được đóng cửa cho công chúng trong hai tháng sau khi vấn đề cung cấp điện khiến thang máy bị kẹt giữa các tầng, làm một nhóm khách du lịch bị mắc kẹt trong 45 phút. Khi thủy triều xuống thấp và khả năng quan sát xa nếu trời quang đãng, mọi người có thể nhìn thấy bờ biển Iran từ phía trên cùng của tòa nhà chọc trời.

### Công viên Burj Khalifa
Burj Khalifa được bao quanh bởi một công viên rộng 11 ha do kiến trúc sư cảnh quan SWA Group thiết kế. Giống như tháp, thiết kế của công viên được dựa trên hoa Hymenocallis, một cây sống trên sa mạc. Ở trung tâm của công viên là một loạt các hồ bơi và đài phun nước. Ghế dài và biển báo kết hợp hình ảnh của Burj Khalifa và hoa Hymenocallis tô điểm cho khung cảnh.
Nước tưới lấy được từ hệ thống làm mát của tòa nhà. Hệ thống cung cấp 68.000.000 lít nước mỗi năm. WET Enterprises, người phát triển Đài phun nước Dubai, đã phát triển sáu tính năng phun nước của công viên.

### Sơ đồ tầng
Sau đây là bảng phân tích các tầng.
| Tầng     | Mục đích                                  | Phép chiếu kích thước với sàn được mã hóa màu theo chức năng | Phép chiếu kích thước với sàn được mã hóa màu theo chức năng |
| -------- | ----------------------------------------- | ------------------------------------------------------------ | ------------------------------------------------------------ |
| 160–163  | Các máy móc điều khiển tòa nhà            |                                                              |                                                              |
| 156–159  | Truyền thông và tháp phát sóng            |                                                              |                                                              |
| 155      | Các máy móc điều khiển tòa nhà            |                                                              |                                                              |
| 149–154  | Phòng cao cấp cho các doanh nghiệp        |                                                              |                                                              |
| 148      | Đài quan sát                              |                                                              |                                                              |
| 139–147  | Phòng cao cấp cho các doanh nghiệp        |                                                              |                                                              |
| 136–138  | Các máy móc điều khiển tòa nhà            |                                                              |                                                              |
| 125–135  | Phòng cao cấp cho các doanh nghiệp        |                                                              |                                                              |
| 124      | Đài quan sát At the Top                   |                                                              |                                                              |
| 123      | Đài quan sát                              |                                                              |                                                              |
| 122      | Nhà hàng At.mosphere                      |                                                              |                                                              |
| 111–121  | Phòng cao cấp cho các doanh nghiệp        |                                                              |                                                              |
| 109–110  | Các máy móc điều khiển tòa nhà            |                                                              |                                                              |
| 77–108   | Căn hộ                                    |                                                              |                                                              |
| 76       | Đài quan sát                              |                                                              |                                                              |
| 73–75    | Các máy móc điều khiển tòa nhà            |                                                              |                                                              |
| 44–72    | Căn hộ                                    |                                                              |                                                              |
| 43       | Đài quan sát                              |                                                              |                                                              |
| 40–42    | Các máy móc điều khiển tòa nhà            |                                                              |                                                              |
| 38–39    | Phòng cao cấp của Khách sạn Armani        |                                                              |                                                              |
| 19–37    | Căn hộ                                    |                                                              |                                                              |
| 17–18    | Các máy móc điều khiển tòa nhà            |                                                              |                                                              |
| 9–16     | Căn hộ Khách sạn Armani                   |                                                              |                                                              |
| 1–8      | Khách sạn Armani                          |                                                              |                                                              |
| Trệt     | Khách sạn Armani                          |                                                              |                                                              |
| Tiếp tân | Khách sạn Armani                          |                                                              |                                                              |
| B1–B2    | Công viên, các máy móc điều khiển tòa nhà |                                                              |                                                              |

## Tiếp nhận

### Giải thưởng
Vào tháng 6 năm 2010, Burj Khalifa đã nhận được giải thưởng "Tòa nhà cao nhất Trung Đông và châu Phi" năm 2010 do Hội đồng về các tòa nhà cao tầng và môi trường đô thị. Vào ngày 28 tháng 9 năm 2010, Burj Khalifa đã giành giải thưởng cho dự án hay nhất của năm tại Giải thưởng Kiến trúc Trung Đông 2010. Chủ tịch Gordon Gill được trao giải kiến trúc Adrian Smith + Gordon Gill, cho biết:
Chúng ta đang nói về một tòa nhà đã thay đổi cảnh quan của những gì có thể làm trong kiến trúc một tòa nhà được quốc tế công nhận là một biểu tượng trước khi nó được hoàn thành. 'Cuộc xây dựng thế kỷ' được cho là một tiêu đề phù hợp hơn cho nó.
Burj Khalifa cũng là người nhận giải thưởng sau này.
| Năm  | Giải thưởng |
| ---- | --- |
| 2012 | Tiền sảnh của tòa nhà Burj Khalifa từ Hiệp hội Kết cấu Công trình của Illinois (SEAOI), Chicago.                          |
| 2011 | Giải thưởng Kiến trúc Nội thất, Bằng khen của AIA – Chicago Chapter.                                                      |
| 2011 | Giải thưởng xây dựng xuất sắc, Trích dẫn từ AIA – Chicago Chapter.                                                        |
| 2011 | Giải thưởng Kiến trúc Nội thất: Công nhận đặc biệt từ AIA – Chicago Chapter.                                              |
| 2011 | Giải thưởng thiết kế xuất sắc: Phòng chức năng đặc biệt.                                                                  |
| 2011 | Xuất sắc về Kỹ thuật từ ASHRAE (Hiệp hội các hệ thống sưởi ấm, làm lạnh và điều hòa không khí Hoa Kỳ) – Illinois Chapter. |
| 2011 | Giải thưởng cấu trúc nổi bật của IABSE (Hiệp hội Cầu nối và Kết cấu Quốc tế).                                             |
| 2011 | Thập kỷ thiết kế, Khen thưởng Tổng thống trong Không gian Doanh nghiệp Nhỏ từ Hiệp hội Thiết kế Nội thất Quốc tế (IIDA).  |
| 2011 | Thập kỷ thiết kế • Tốt nhất của thể loại: Tòa nhà sử dụng hỗn hợp từ Hiệp hội Thiết kế Nội thất Quốc tế (IIDA).           |
| 2011 | GCC Dự án xây dựng kỹ thuật của năm từ MEED (trước đây là Đạo luật Kinh tế Trung Đông).                                   |
| 2011 | Dự án của năm từ MEED. |
| 2010 | Giải thưởng Kiến trúc Quốc tế.                                                                                            |
| 2010 | Giải thưởng Thành tựu Ả Rập 2010: Dự án Kiến trúc Tốt nhất từ Hội nghị Đầu tư Ả Rập.                                      |
| 2010 | Giải thưởng Kiến trúc (sử dụng nhiều chức năng) Dubai từ Giải thưởng Bất động sản Ả Rập.                                  |
| 2010 | Giải thưởng Kiến trúc (sử dụng nhiều chức năng) vùng Ả Rập từ Giải thưởng Bất động sản Ả Rập.                             |
| 2010 | Giải thưởng Kiến trúc Quốc tế từ Chicago Athenaeum.                                                                       |
| 2010 | Giải thưởng Kiến trúc Hoa Kỳ từ Chicago Athenaeum.                                                                        |
| 2010 | Sử dụng thương mại/nhiều chức năng từ Cityscape.                                                                          |
| 2010 | Sử dụng tòa nhà nhiều chức năng tốt nhất từ Cityscape Abu Dhabi.                                                          |
| 2010 | Giải thưởng nhà chọc trời: Huy chương bạc từ Emporis.                                                                     |
| 2010 | Giải thưởng cho cấu trúc thương mại hoặc bán lẻ từ Tổ chức Kết cấu Công trình.                                            |
| 2010 | Giải thưởng Kiến trúc Quốc tế (Sử dụng hỗn hợp) từ Giải thưởng Bất động sản Thương mại Quốc tế.                           |
| 2010 | Công nhận đặc biệt cho tiến bộ công nghệ từ các Giải thưởng Cao tầng Quốc tế.                                             |
| 2010 | Thiết kế kết cấu tốt nhất của năm từ Giải thưởng LEAF.                                                                    |
| 2010 | Dự án quốc tế thể loại: Dự án nổi bật từ Hội đồng quốc gia của Hiệp hội Kết cấu Công trình.                               |
| 2010 | Hay nhất của những gì mới từ Tạp chí Khoa học Phổ biến.                                                                   |
| 2010 | Giải thưởng Spark, Giải Bạc.                                                                                              |
| 2010 | Xuất sắc trong Kỹ thuật Kết cấu: Cấu trúc sáng tạo nhất từ SEAOI.                                                         |

### Nhảy dù từ tòa nhà
Tòa nhà đã được sử dụng để nhảy dù từ những người có kinh nghiệm được ủy quyền và cả trái phép:
Vào tháng 5 năm 2008, Hervé Le Gallou và David McDonnell, ăn mặc như các kỹ sư, thâm nhập trái phép vào Burj Khalifa (khoảng 650 m vào thời điểm đó), và nhảy ra khỏi một ban công nằm dưới tầng 160.
Vào ngày 8 tháng 1 năm 2010, với sự cho phép của các nhà chức trách, Nasr Al Niyadi và Omar Al Hegelan, từ Hiệp hội Hàng không Emirates, đã phá kỷ lục thế giới về cú nhảy dù cao nhất từ một tòa nhà sau khi họ nhảy từ một cần treo gắn liền với tầng 160 ở độ cao 672 m. Hai người đàn ông hạ cánh xuống theo chiều dọc với tốc độ lên đến 220 km/h, với đủ thời gian để mở dù của họ là 10 giây trong thời gian 90 giây.
Vào ngày 21 tháng 4 năm 2014, với sự cho phép của nhà chức trách và sự hỗ trợ của một số nhà tài trợ, những tay nhảy dù của Pháp, Vince Reffet và Fred Fugen đã phá kỷ lục thế giới Guinness về cú nhảy BASE cao nhất từ một tòa nhà sau khi họ nhảy từ một cần treo được thiết kế đặc biệt tại đỉnh của tòa nhà ở độ cao 828 mét.

### Leo lên tòa nhà
Ngày 28 tháng 3 năm 2011, "Người nhện" Alain Robert bắt đầu leo lên tòa nhà Burj Khalifa. Việc leo lên đỉnh ngọn tháp mất sáu giờ. Để tuân thủ luật an toàn của UAE, Robert, người thường leo lên các tòa nhà một mình, bằng tay không và sử dụng dây thừng và dây nịt.

### Sứ mệnh
Trong vòng 17 tháng kể từ ngày khai trương chính thức của tòa nhà, một người đàn ông được mô tả là "một người châu Á vào giữa những năm 30", làm việc tại một trong những công ty xây dựng cho tháp, chết bằng cách tự tử vào ngày 10 tháng 5 năm 2011 bằng cách nhảy từ tầng 147. Anh ngã xuống 39 tầng, đến tầng 108 thì ngừng lại. Cảnh sát Dubai xác nhận hành động này là một vụ tự tử, báo cáo rằng "[họ] cũng đã biết rằng người đàn ông quyết định tự tử vì công ty của ông từ chối cấp phép xin nghỉ phép."
Tờ Daily Mail đưa tin rằng vào ngày 16 tháng 11 năm 2014, Laura Vanessa Nunes, một công dân Bồ Đào Nha ở Dubai theo thị thực du lịch, đã ngã xuống từ tầng quan sát "At the Top" của Burj Khalifa tại tầng 148. Tuy nhiên, ngày 18 tháng 5 năm 2015, cảnh sát Dubai đã phủ nhận báo cáo của Daily Mail về vụ việc này và nói rằng vụ việc này xảy ra ở Jumeirah Lakes Towers. Một báo cáo của một nhà khoa học của Dubai nói rằng thi thể của cô được tìm thấy trên tầng ba của tòa nhà Burj Khalifa. Các email nhận được tại sự kiện "Thông tin tự do" từ đại sứ quán Bồ Đào Nha tại UAE cũng xác nhận rằng cô đã tự tử từ tầng 148 của tòa nhà Burj Khalifa.

### Theo dõi Ramadan trên tầng cao
Ở những tầng cao hơn, mọi người vẫn có thể nhìn thấy mặt trời lâu hơn những người bên dưới trong vài phút. Điều này đã dẫn các giáo sĩ Dubai, những người sống trên tầng 80 nên đợi thêm 2 phút để kết thúc tháng lễ Ramadan của họ, và những người sống ở trên tầng 150 là tận 3 phút.

## Tranh cãi lao động
Burj Khalifa được xây dựng chủ yếu bởi các công nhân từ Nam Á và Đông Á. Điều này thường là do thế hệ người dân UAE hiện nay thích công việc của chính phủ và không có thái độ ủng hộ việc làm của khu vực tư nhân. Vào ngày 17 tháng 6 năm 2008, có khoảng 7.500 công nhân lành nghề làm việc tại công trường. Báo chí chỉ ra rằng trong năm 2006 thợ mộc có tay nghề tại địa điểm kiếm được 4,34 bảng Anh một ngày và người lao động kiếm được 2,84 bảng. Theo một cuộc điều tra của BBC và một báo cáo của Tổ chức Theo dõi Nhân quyền, những người lao động được đặt trong điều kiện vô cùng khắc nghiệt và làm việc nhiều giờ nhưng trả lương thấp. Trong quá trình xây dựng, chỉ có một cái chết liên quan đến xây dựng được báo cáo. Tuy nhiên, theo các Tổ chức Theo dõi Nhân quyền, các thương tích và tử vong tại nơi làm việc ở UAE là "không chính xác".
Vào ngày 21 tháng 3 năm 2006, khoảng 2.500 công nhân phản đối chính sách và gây ra một cuộc bạo động, làm hư hại xe hơi, văn phòng, máy tính và thiết bị xây dựng. Một quan chức Bộ Nội vụ Dubai cho biết những kẻ bạo loạn đã gây ra thiệt hại gần 500.000 bảng Anh. Hầu hết các công nhân tham gia vào cuộc bạo động trở lại vào ngày hôm sau nhưng từ chối làm việc.

## Trong văn hóa
Một số cảnh của bộ phim hành động Mỹ năm 2011 Nhiệm vụ bất khả thi: Chiến dịch bóng ma được quay tại Burj Khalifa.
Một phiên bản thay thế của Burj Khalifa xuất hiện trong video game năm 2012 Spec Ops: The Line.
Trong bộ phim hoạt hình Mỹ năm 2013 Thế giới máy bay, Dusty Crophopper và các đối thủ cạnh tranh bay qua tòa nhà Burj Khalifa trong chuyến bay từ Đức đến Ấn Độ.
Trong bộ phim khoa học viễn tưởng Mỹ năm 2016 Ngày Độc Lập 2: Tái chiến, Burj Khalifa - cùng với nhiều địa điểm khác - bị ném vào London bởi những người ngoài hành tinh bằng cách sử dụng lực kéo chống lại lực hấp dẫn của Trái Đất.
Burj Khalifa, cùng với các địa danh khác của Dubai, được giới thiệu trong video âm nhạc của Thunder bởi Imagine Dragons.
Trong bộ phim thảm họa Mỹ năm 2017 Siêu bão địa cầu, tòa nhà bị ảnh hưởng bởi một cơn sóng thần cực lớn, khiến cho ăng-ten rơi xuống và bản thân tòa nhà nghiêng một góc khá lớn.
Thiết kế độc đáo và những thách thức kỹ thuật của tòa nhà Burj Khalifa đã được giới thiệu trong một số phim tài liệu truyền hình, bao gồm Big, Bigger, Biggest và Mega Builders của kênh truyền hình Mỹ National Geographic.

## Hình ảnh

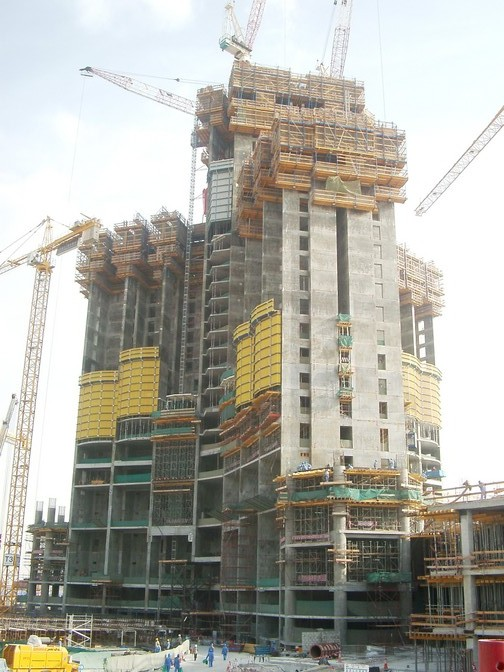
Ngày 11 tháng 2 năm 2006
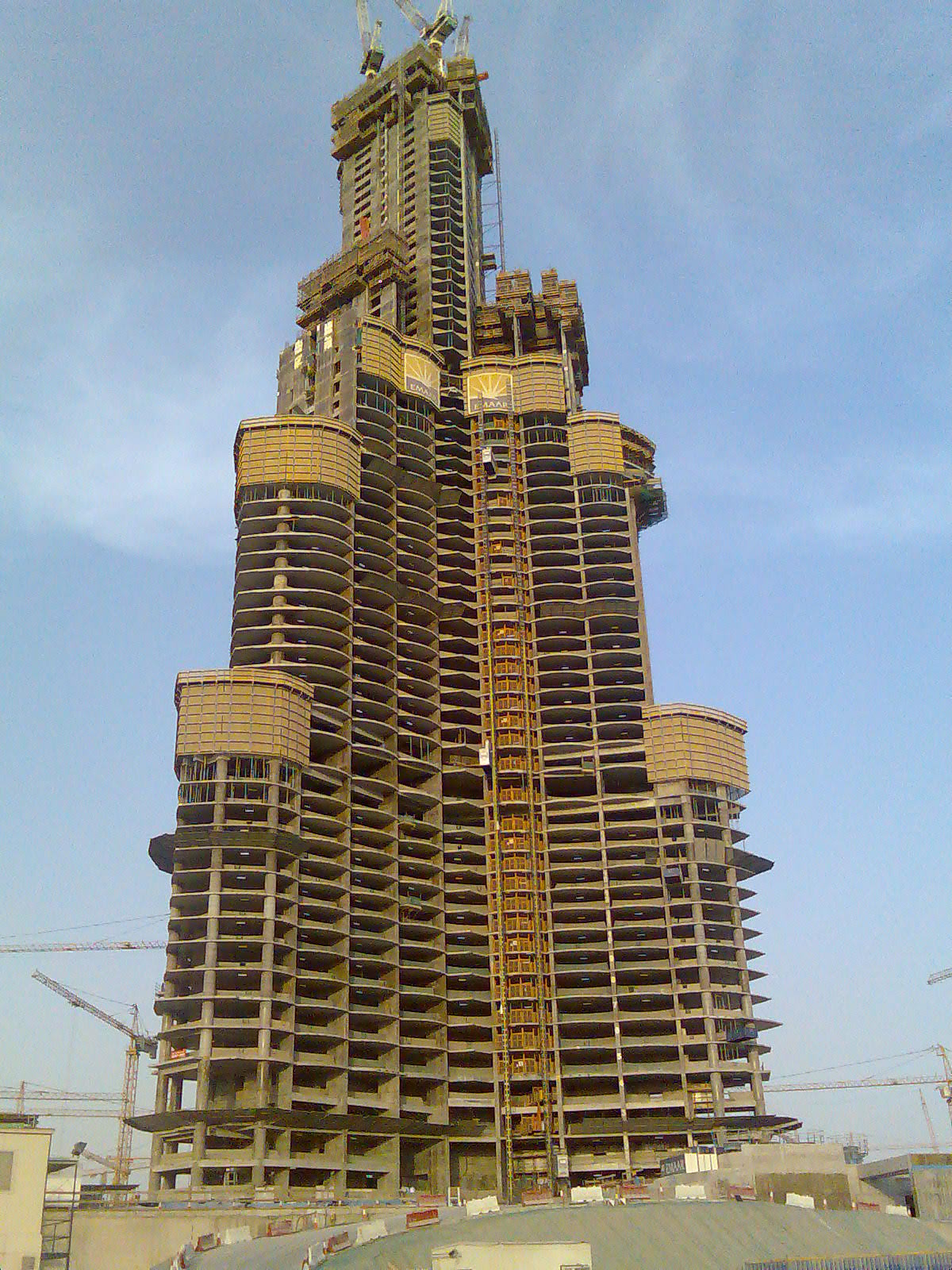
Ngày 29 tháng 8, 2006
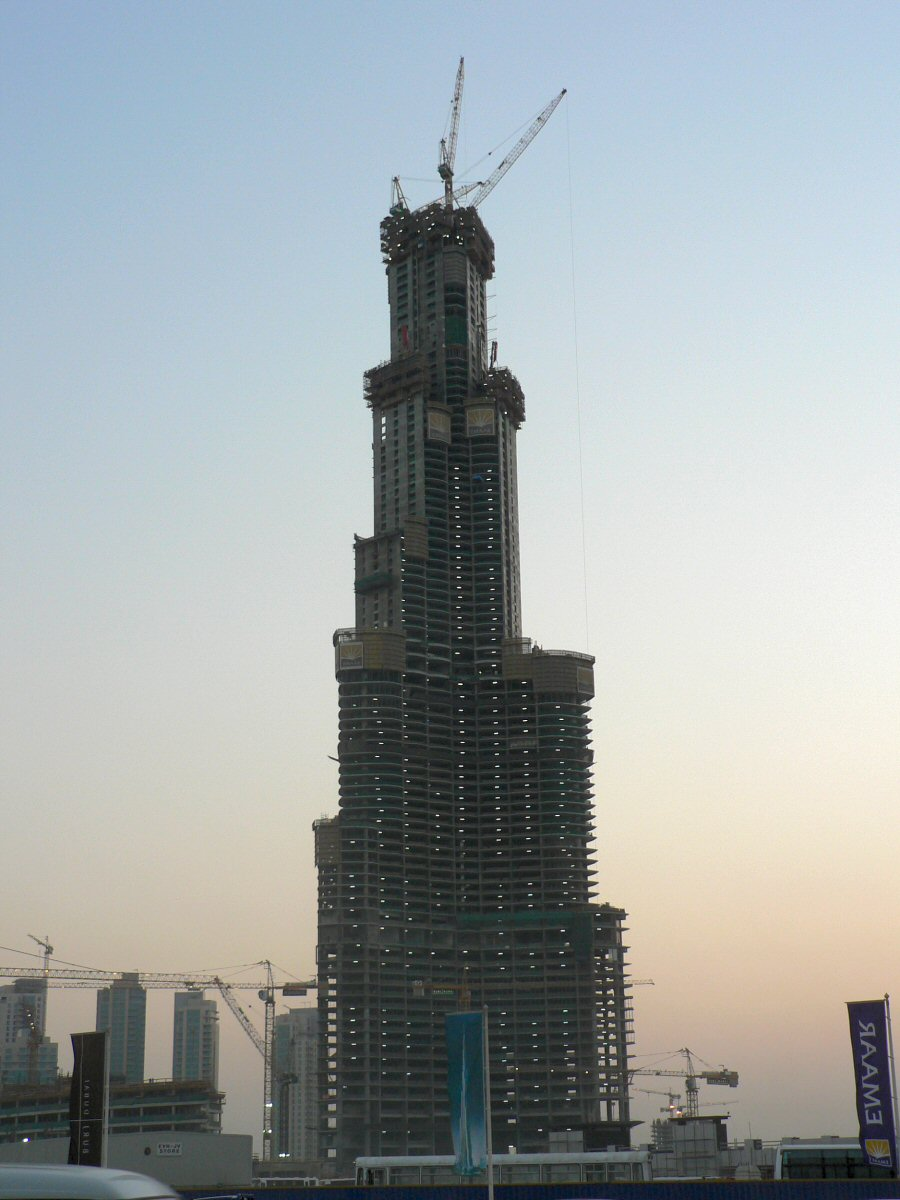
Ngày 11 tháng 11, 2006
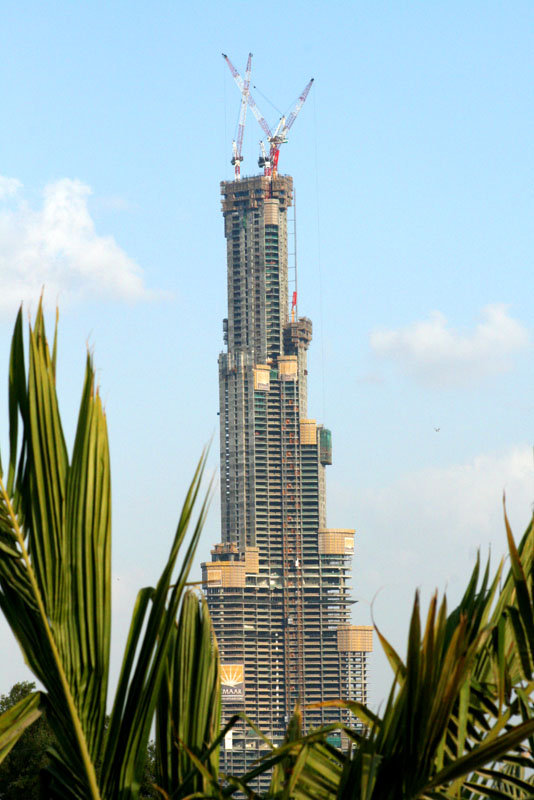
Ngày 2 tháng 1 năm 2007
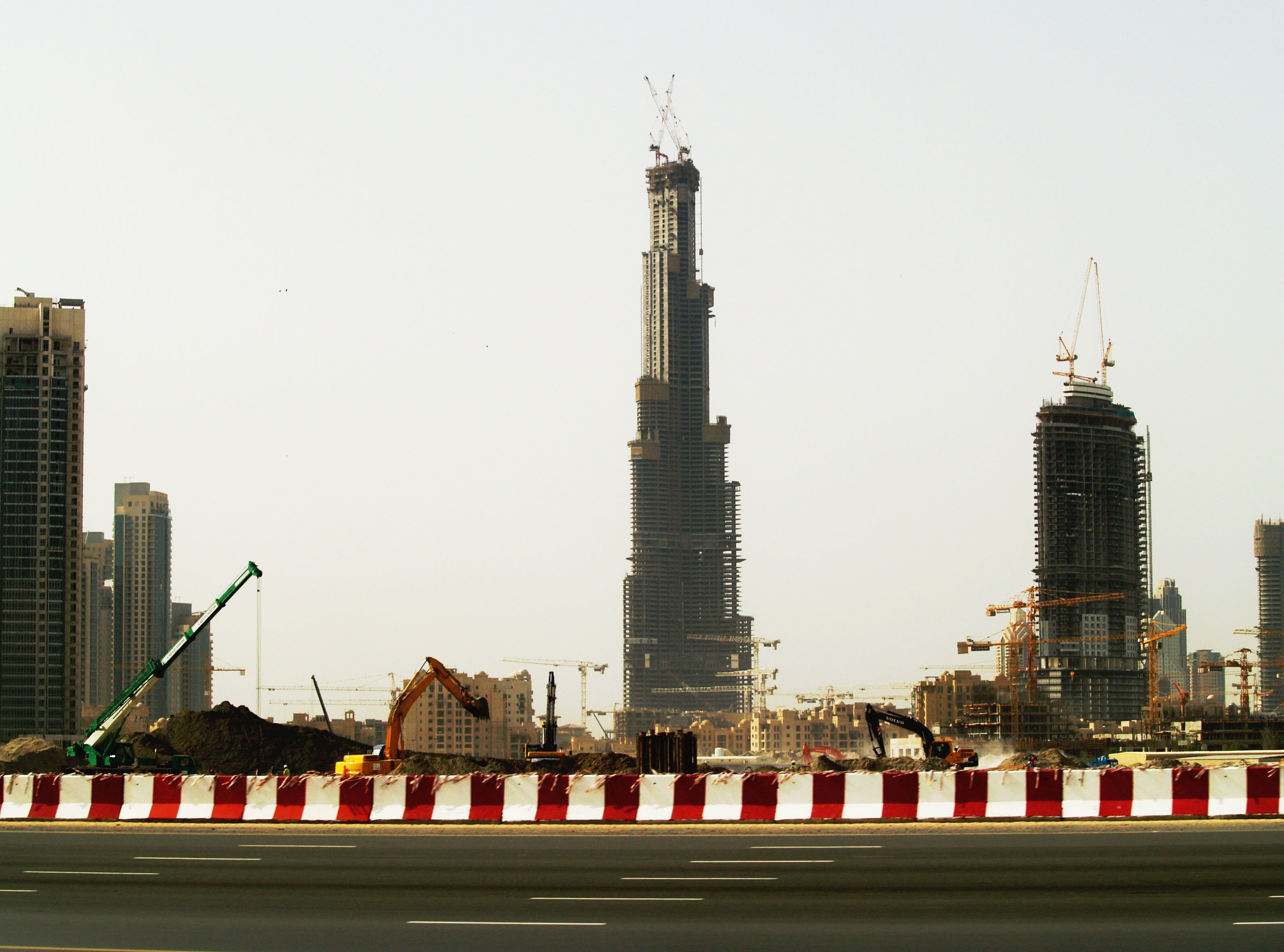
Ngày 21 tháng 3, 2007
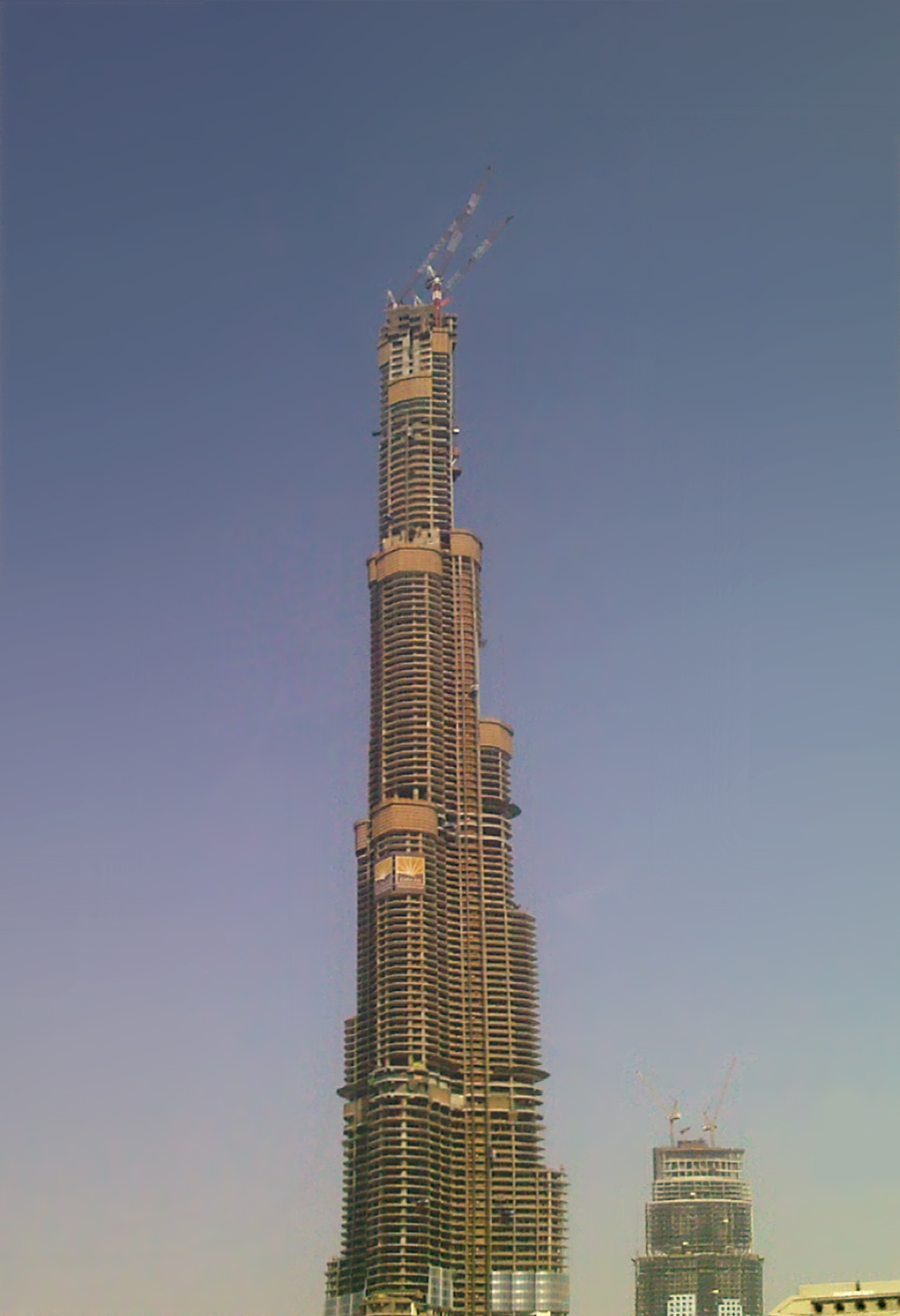
Ngày 15 tháng 7, 2007
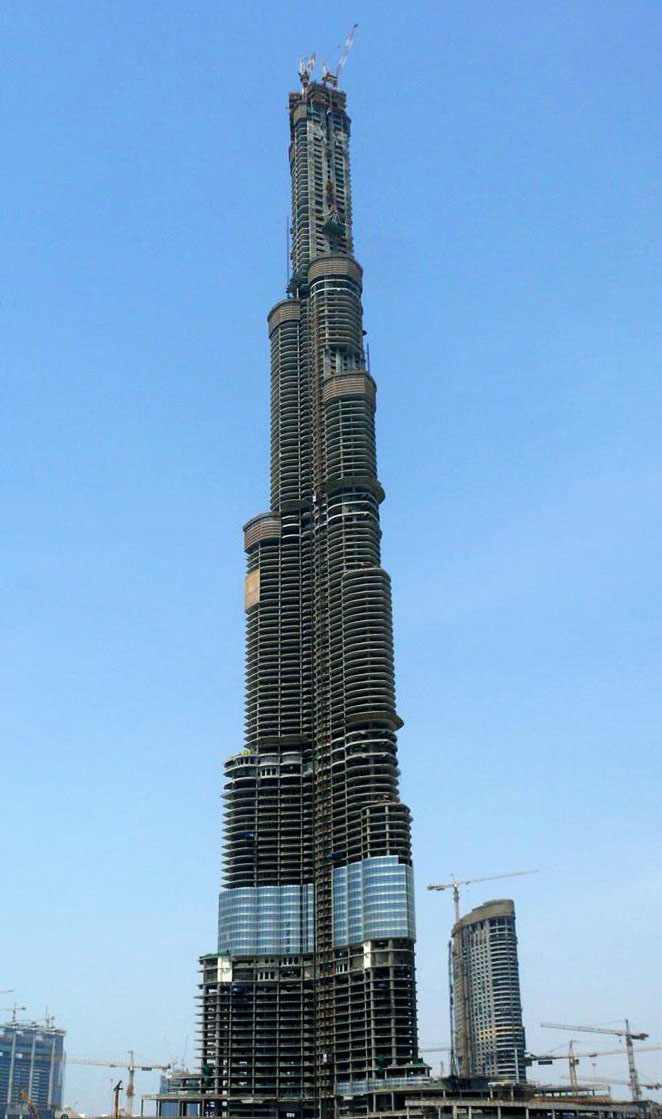
Ngày 9 tháng 8, 2007
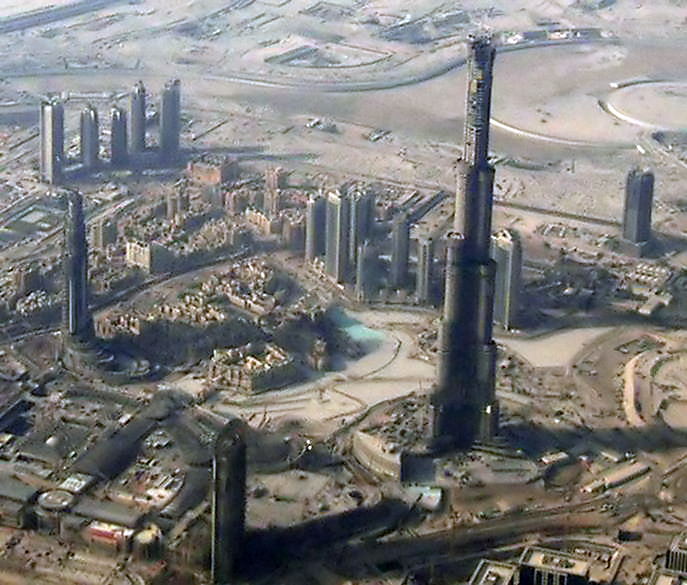
Ngày 22 tháng 8, 2007
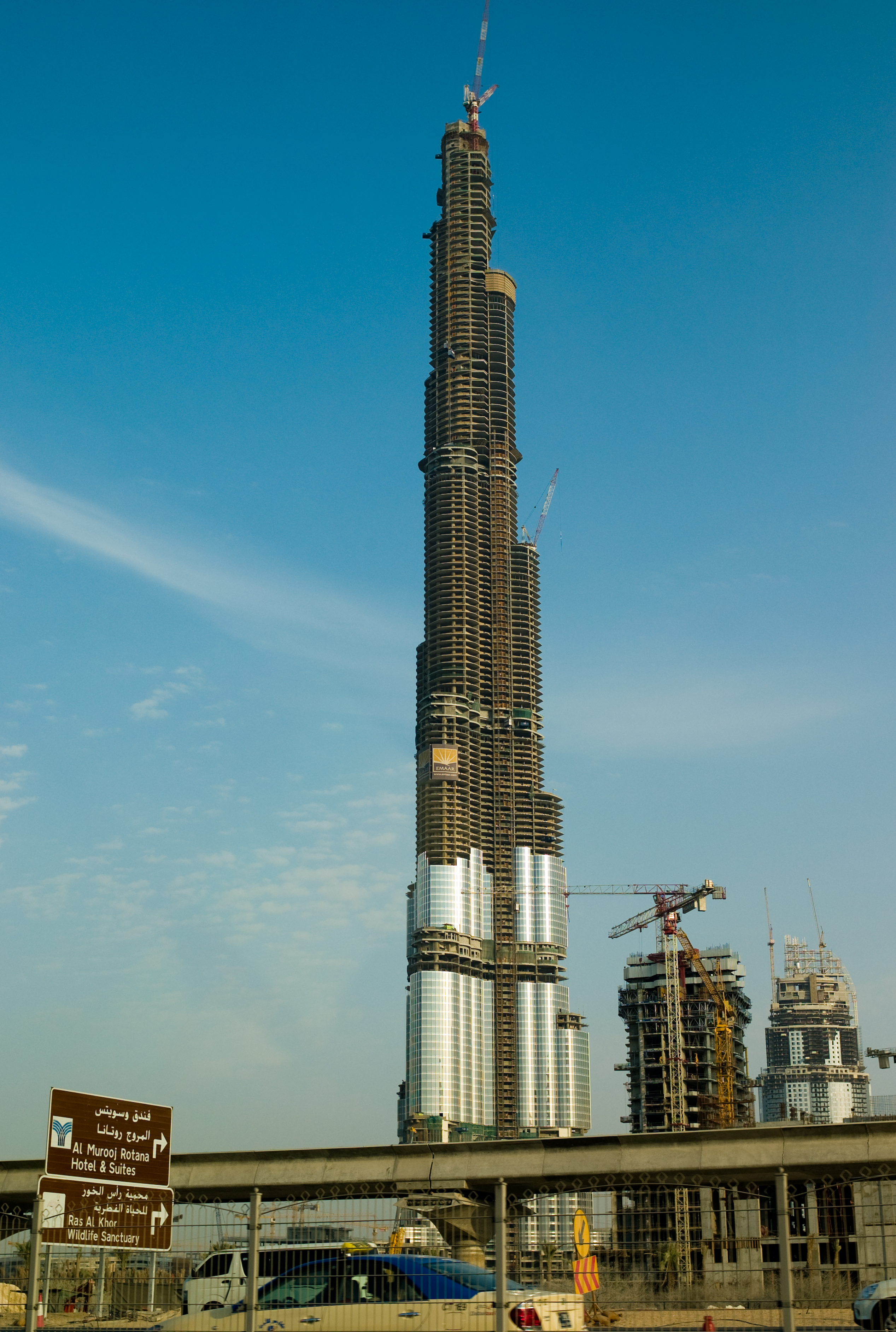
Ngày 4 tháng 12, 2007
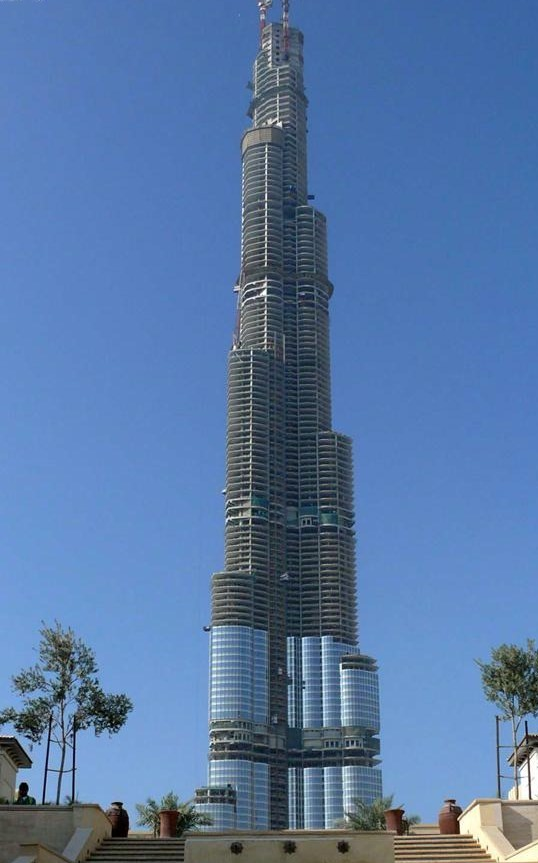
Ngày 10 tháng 12, 2007
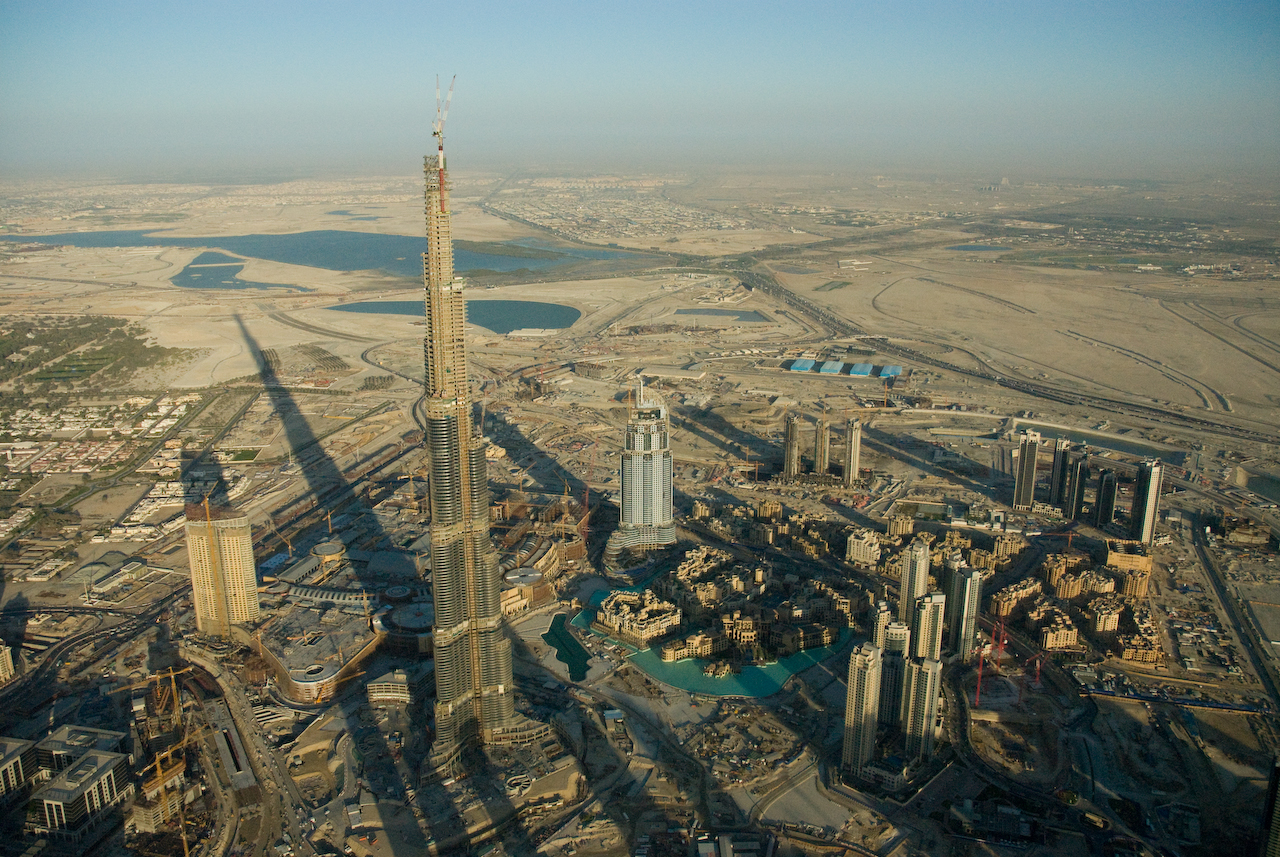
Ngày 11 tháng 3 năm 2008
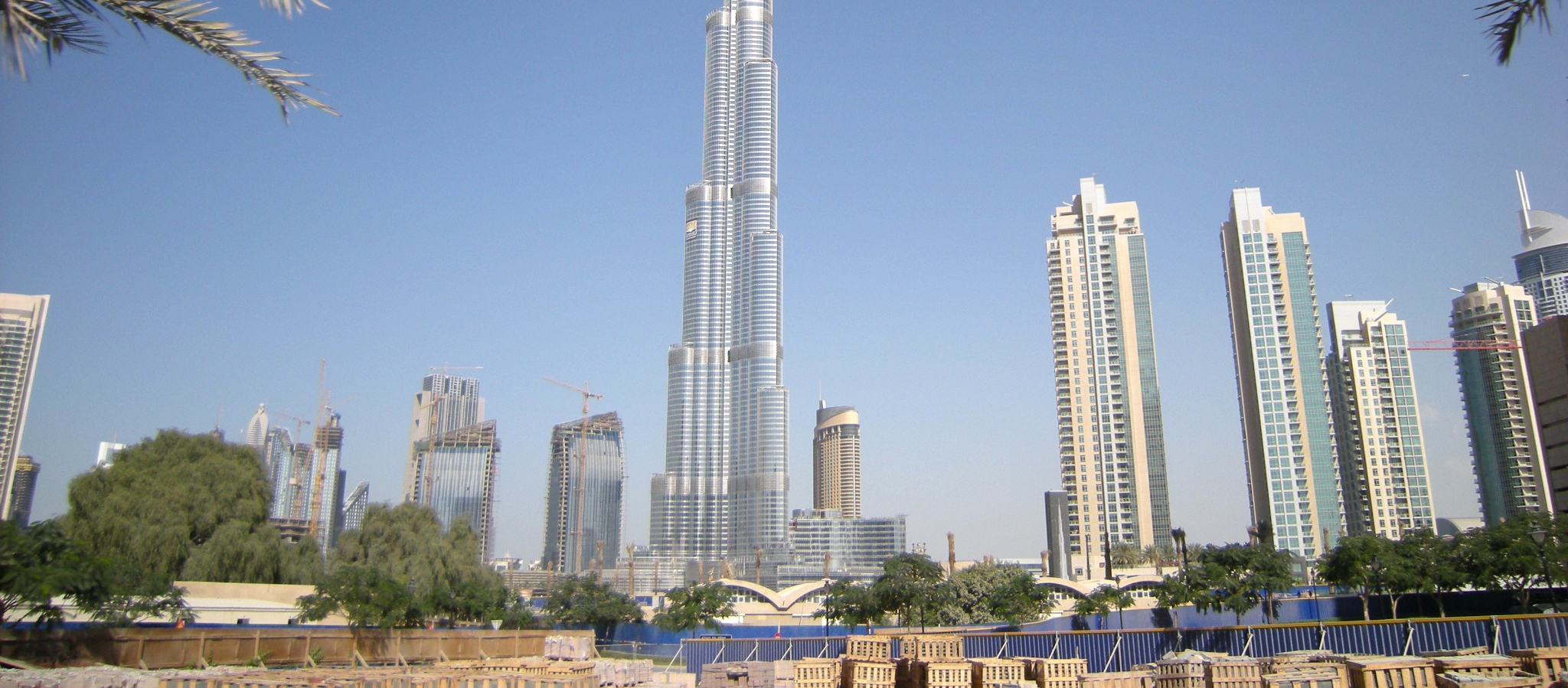
Burj Khalifa hoàn tất các công đoạn cuối cùng trước khi khánh thành